# バート・ドリーブルク

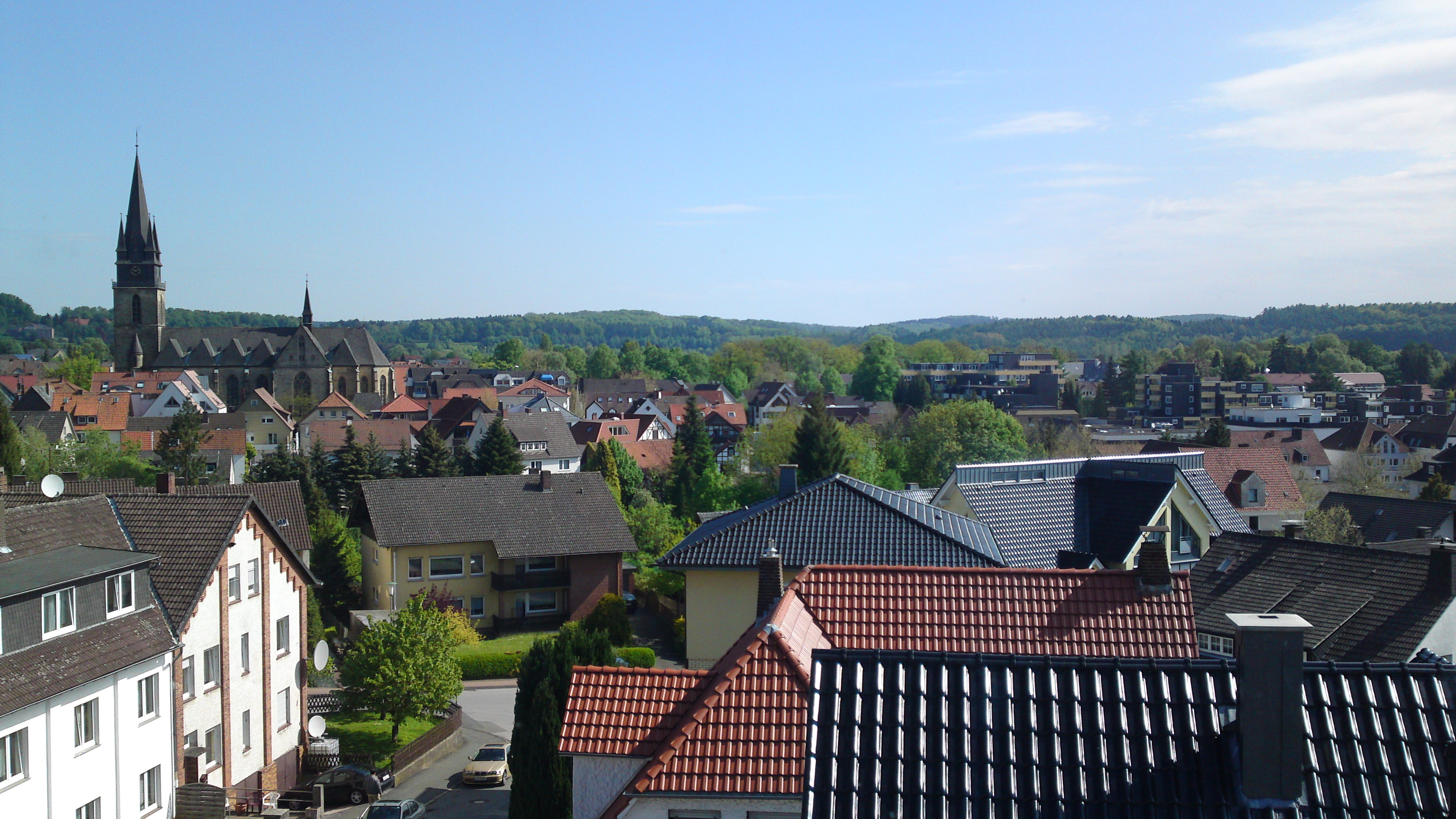
バート・ドリーブルクのスカイライン

バート・ドリーブルク（ドイツ語: Bad Driburg、 [baːt ˈdriːbʊrk]、1919年までは Driburg）はドイツ連邦共和国ノルトライン＝ヴェストファーレン州東部デトモルト行政管区のヘクスター郡に属す市である。人口約 18,500人のこの街は、トイトブルクの森/エッゲ山地自然公園内のエッゲ山地東側の急斜面に位置している。バート・ドリーブルクは薬湯、グレーフリッヒャー・パルク（伯爵の公園）、ガラス生産と販売、炭酸製品の産業で知られている。

## 地理

### 位置
バート・ドリーブルクは、ヘクスター郡の西端でパーダーボルン郡との郡境、連邦道 B64号 ミュンスター - パーダーボルン - ヘクスター - ゼーゼン線に面している。この道路は、ドリブルガー・タールへのエッゲ山地の急斜面をつづら折れで越え、中核市区の南を迂回し、アー川やネーテ川の谷をたどり、ヴェーザー川に至る。アウトバーン A33号線および A44号線は約 30 km 離れたパーダーボルンおよびシェルフェーデ近郊でアクセスできる。10 km 離れたエッゲ山地西側のアルテンベーケンには鉄道の乗換駅があり、ICE や近郊列車に接続する。長さ 1,632 m のレーベルクトンネルがエッゲ山地を通っている。近郊鉄道もやはりアー川の谷を利用してヘクスターやホルツミンデン方面に接続している。最寄りの空港は、約 40 km 離れたパーダーボルン/リップシュタット空港である。
エッゲ山地はヴェストファーレン盆地の東境を形成している・西の境界はヴェーザーベルクラントである。この地域はライン川水系とヴェーザー川水系との分水界にあたる。平均高度海抜 400 m の尾根状の山地は、トイトブルクの森の南の延長であり、ザウアーラントにつながっている。ケスタ東斜面の麓、海抜 280 m 付近のレーテ層と亀裂が多いムシェルカルク統の地層との間からヴェーザー川の支流が湧出する: エンマー川（バート・ドリーブルク＝ランゲラント）、アー川（バート・ドリーブルク＝レールゼン）、ネーテ川とエーゼ川（バート・ドリーブルク＝ノイエンヘールゼ）。炭酸を含んだ地下水は表面近くに鉱泉として現れるが、深い地層にボーリングされてもいる。市内の最高点は海抜 435 m、最低地点はヘルステ近郊のアー川の谷の海抜 147 m の地点である。
バート・ドリーブルクの中核地区が位置している盆地には 2本の流出する川がある。北部はシュヴァレンバッハ川によって排水され、ローゼンベルクとシュタインベルクとの間でアー川に流れ込む。中部と南部はヒルゲンバッハ川によって排水され、シュタインベルクとデューゼンベルクとの間でアー川に注ぐ。

### 地質学

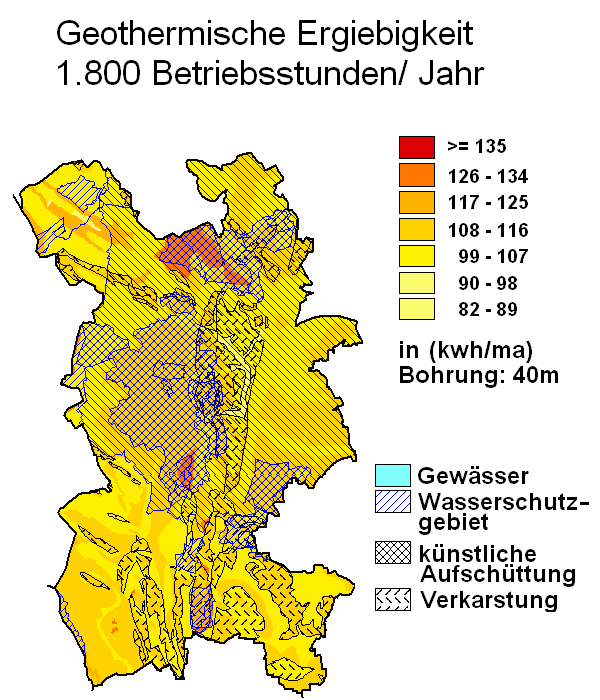
バート・ドリーブルクの地熱分布図

市域の硬い岩盤は主に中生代の泥岩、泥灰岩、石灰岩、砂岩からなる。多くの部分が三畳紀に形成されたものだが、ランゲラント付近はジュラ紀、キュールゼン付近は白亜紀に形成された。これらの堆積岩は 1 km 近くまで堆積している。地質学的な時代の経過に従って、多くの鞍部、盆地、地溝、地塁、小さな地塊が形成された。
バート・ドリーブルクの盆地を幅広い鞍部構造が横切っている。北部と南部の市区は断層のある褶曲山地の反対側に位置している。古生代の岩は、地下深くに存在する。礫、砂、風で沈積された黄砂といった氷期の脆い岩が谷の平地やアルハウゼン - アイヒミルデの窪地の硬い下層岩盤を覆っている。
大部分がカルスト化した三畳紀の石灰岩は、地下水の良い水路になっている。擾乱によって形成された複雑な水路を上に向かって押し出される際に地下水がミネラル化された炭酸を含んだミネラルウォーターはブンター統中期の地層に存在している。
エッゲ山地の尾根では大変栄養分に乏しい砂地のポドゾルが支配的である。エッゲ山地の東急斜面の北部と南部はスタグノゾルで構成されている。中央部分は、黄土ロームの表層と石や粘土の多いロームや褐色土からなる栄養分の豊かなレンジナが主である。氷期の黄土の表層がある残りの部分は、農耕利用と都会的な住宅地利用との間でせめぎ合っている。
バート・ドリーブルクの市域は、地熱ゾンデによる地熱源やヒートポンプによる地熱採取については、原則的には「良好」から「極めて良好」な状態にある（右図参照）。バート・ドリーブルクの中核市区は、州指定のバート・ドリーブルク＝ヘルマンスボルン鉱泉保護地域に位置しており、鉱泉保護のため地熱のボーリングは許可されていない。もう一つの問題は扱いにくい土壌である。30 m ほどの深さですでに自噴する可能性が高い地層にあたる。

### 市域の広さと土地利用
「クラインシュタット」（小都市）に分類されるこの街の面積は 115.07 km2 で、南北の最大長は 15 km、東西のそれは 7.5 km である。
| Fläche nach Nutzungsart | 農業用地 | 森林   | 宅地、空き地 産業用地 | 交通用地 | 水域  | スポーツ用地 緑地 | その他 |
| ----------------------- | -------- | ------ | --------------------- | -------- | ----- | ----------------- | ------ |
| Fläche in km²           | 50.93    | 49.43  | 7.34                  | 5.69     | 0.69  | 1.06              | 0.16   |
| Anteil an Gesamtfläche  | 44.2 %   | 42.9 % | 6.4 %                 | 4.9 %    | 0.6 % | 0.9 %             | 0.1 %  |

### 隣接する市町村
バート・ドリーブルクは、北はシュタインハイムおよびニーハイム、東はブラーケル、南はヴィレバートエッセン（以上いずれもヘクスター郡）、南西はリヒテナウ、西はアルテンベーケン（パーダーボルン郡）と境を接する。

### 市の構成
バート・ドリーブルク市は、以下の 10地区からなる。これらは、1970年および1975年以前はアムト・ドリーブルクおよびアムト・ゴリンゲンベルク＝ゲールデンに属す町村である: アルハウゼン、バート・ドリーブルク、ジーベンシュタインを含むドリンゲンベルク、エルペントルプ、ヘルステ、キュールゼン、ランゲラント、ノイエンヘールゼ、バート・ヘルマンスボルンを含むペンプゼン、レールゼン。
各地区の人口の一覧を以下の表に示す。人口は、2012年7月30日現在のバート・ドリーブルク市の住民登録課管轄下の本市を第一居住地とする人口である。
| 地区名                           | 地区名                 | 人口（人）                 | バート・ドリーブルクの地区図 |
| -------------------------------- | ---------------------- | -------------------------- | ---------------------------- |
| バート・ドリーブルク（中核市区） | Bad Driburg, Kernstadt | 11,757                     | バート・ドリーブルクの地区図 |
| アルハウゼン                     | Alhausen               | 757                        | バート・ドリーブルクの地区図 |
| バート・ヘルマンスボルン         | Bad Hermannsborn       | ペンプゼンに含まれる       | バート・ドリーブルクの地区図 |
| ドリンゲンベルク                 | Dringenberg            | 1,822                      | バート・ドリーブルクの地区図 |
| エルペントルプ                   | Erpentrup              | 178                        | バート・ドリーブルクの地区図 |
| ヘルステ                         | Herste                 | 900                        | バート・ドリーブルクの地区図 |
| キュールゼン                     | Kühlsen                | 102                        | バート・ドリーブルクの地区図 |
| ランゲラント                     | Langeland              | 211                        | バート・ドリーブルクの地区図 |
| ノイエンヘールゼ                 | Neuenheerse            | 1,619                      | バート・ドリーブルクの地区図 |
| ペンプゼン                       | Pömbsen                | 560                        | バート・ドリーブルクの地区図 |
| レールゼン                       | Reelsen                | 792                        | バート・ドリーブルクの地区図 |
| ジーベンシュテルン               | Siebenstern            | ドリンゲンベルクに含まれる | バート・ドリーブルクの地区図 |
| 計                               | 計                     | 18,698                     | バート・ドリーブルクの地区図 |

### 気候
この地方で支配的な南西風と西風が、「軽度のライツクリーマ」（寒暖の差が大きい刺激性気候）と定義される気候を決定づけている。森が豊富なことで夏の蒸し暑さから免れている。初冬には霧がかかる。山地を登る際の降雨が年間平均約 1000 mm の高い降水量に寄与している。
| バート・ドリーブルク (海抜 192 m) の1971年から2000年までの長期平均気候データの気候 | バート・ドリーブルク (海抜 192 m) の1971年から2000年までの長期平均気候データの気候 | バート・ドリーブルク (海抜 192 m) の1971年から2000年までの長期平均気候データの気候 | バート・ドリーブルク (海抜 192 m) の1971年から2000年までの長期平均気候データの気候 | バート・ドリーブルク (海抜 192 m) の1971年から2000年までの長期平均気候データの気候 | バート・ドリーブルク (海抜 192 m) の1971年から2000年までの長期平均気候データの気候 | バート・ドリーブルク (海抜 192 m) の1971年から2000年までの長期平均気候データの気候 | バート・ドリーブルク (海抜 192 m) の1971年から2000年までの長期平均気候データの気候 | バート・ドリーブルク (海抜 192 m) の1971年から2000年までの長期平均気候データの気候 | バート・ドリーブルク (海抜 192 m) の1971年から2000年までの長期平均気候データの気候 | バート・ドリーブルク (海抜 192 m) の1971年から2000年までの長期平均気候データの気候 | バート・ドリーブルク (海抜 192 m) の1971年から2000年までの長期平均気候データの気候 | バート・ドリーブルク (海抜 192 m) の1971年から2000年までの長期平均気候データの気候 | バート・ドリーブルク (海抜 192 m) の1971年から2000年までの長期平均気候データの気候 |
| 月                                                                                 | 1月                                                                                | 2月                                                                                | 3月                                                                                | 4月                                                                                | 5月                                                                                | 6月                                                                                | 7月                                                                                | 8月                                                                                | 9月                                                                                | 10月                                                                               | 11月                                                                               | 12月                                                                               | 年                                                                                 |
| ---------------------------------------------------------------------------------- | ---------------------------------------------------------------------------------- | ---------------------------------------------------------------------------------- | ---------------------------------------------------------------------------------- | ---------------------------------------------------------------------------------- | ---------------------------------------------------------------------------------- | ---------------------------------------------------------------------------------- | ---------------------------------------------------------------------------------- | ---------------------------------------------------------------------------------- | ---------------------------------------------------------------------------------- | ---------------------------------------------------------------------------------- | ---------------------------------------------------------------------------------- | ---------------------------------------------------------------------------------- | ---------------------------------------------------------------------------------- |
| 日平均気温 °C （°F）                                                               | 0.3 (32.5)                                                                         | 0.8 (33.4)                                                                         | 3.8 (38.8)                                                                         | 7.6 (45.7)                                                                         | 12.2 (54)                                                                          | 14.9 (58.8)                                                                        | 16.9 (62.4)                                                                        | 16.5 (61.7)                                                                        | 12.9 (55.2)                                                                        | 8.4 (47.1)                                                                         | 4.3 (39.7)                                                                         | 2.0 (35.6)                                                                         | 8.4 (47.1)                                                                         |
| 降水量 mm （inch）                                                                 | 121.0 (4.764)                                                                      | 74.0 (2.913)                                                                       | 104.0 (4.094)                                                                      | 72.0 (2.835)                                                                       | 73.0 (2.874)                                                                       | 86.0 (3.386)                                                                       | 89.0 (3.504)                                                                       | 78.0 (3.071)                                                                       | 84.0 (3.307)                                                                       | 85.0 (3.346)                                                                       | 102.0 (4.016)                                                                      | 116.0 (4.567)                                                                      | 1,082 (42.598)                                                                     |
| 平均月間日照時間                                                                   | 35.0                                                                               | 67.0                                                                               | 100.0                                                                              | 149.0                                                                              | 191.0                                                                              | 190.0                                                                              | 197.0                                                                              | 195.0                                                                              | 130.0                                                                              | 88.0                                                                               | 41.0                                                                               | 29.0                                                                               | 1410,0                                                                             |
| 出典：ドイツ気象庁                                                                 |                                                                                    |                                                                                    |                                                                                    |                                                                                    |                                                                                    |                                                                                    |                                                                                    |                                                                                    |                                                                                    |                                                                                    |                                                                                    |                                                                                    |                                                                                    |

## 歴史

### 近世初期までの発展
青銅器時代の墳丘墓群が古い入植を示している。墓から出土した針状の装飾品は遊歩道のシンボルになっている。

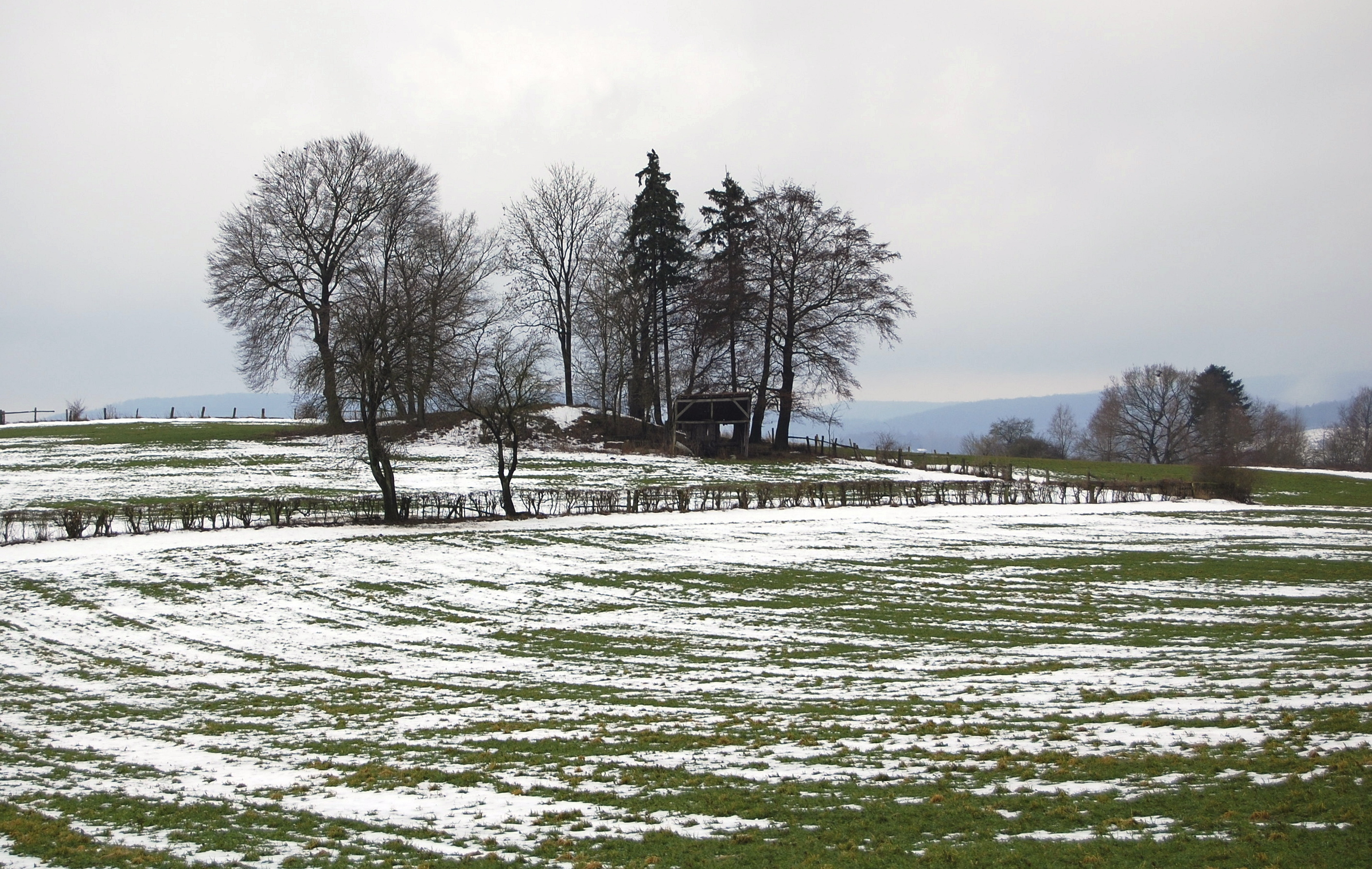
アルハウゼン北東のケルルスベルクにある中世のモット

歴史上最も重要な集落は海抜 380 m、谷から 170 m 上のエッゲ山地の尾根に位置するイーブルクである。考古学上は、西側の土塁の中核部にザクセン時代およびフランク時代の防衛施設である 2枚の石灰岩の壁があったことを証明した。フランク王国年代記は、753年にケルン大司教ヒルデガー・フォン・ザクセンが亡くなった場所として イーブルクを記している。772年にカール大帝によって征服されたことにより、この地にあったザクセン人にとってのイルミンズールの聖域が破壊されたことは、よく知られた伝説である。1400年頃の史料によれば、カール大帝は799年に城をパーダーボルン司教に寄進し、その敷地内にペトルス教会を建設した。この教会は1231年から1256年まで助祭長座教会となり、新たに大きな建物に建て替えられたが、その基礎壁が現存している。10世紀に城山は、後にノイエンヘールゼと呼ばれる村にあった隠棲した貴族子女のヘールゼ女子修道院（868年 – 1803年）の所有となっていた。1135年頃、ベネディクト女子修道会は修道院を創設した。この修道院は1142年にゲールデ（現在のブラーケ市内）に移転した。パーダーボルン司教ベルンハルト2世は、1189年に騎士の城を建造した。この城は1223年に拡張されたが、1444年にゼスターのフェーデにより焼失し、廃墟となった。最後の騎士となったヨハン・フォン・ドリーブルクおよびハインリヒ・フォン・ドリーブルクの死後、市が城とエッゲ山地の森を相続した。聖堂参事会員ハインリヒ（1463年没）のレリーフが教区教会の聖ペテロおよびパウロ教会にある。

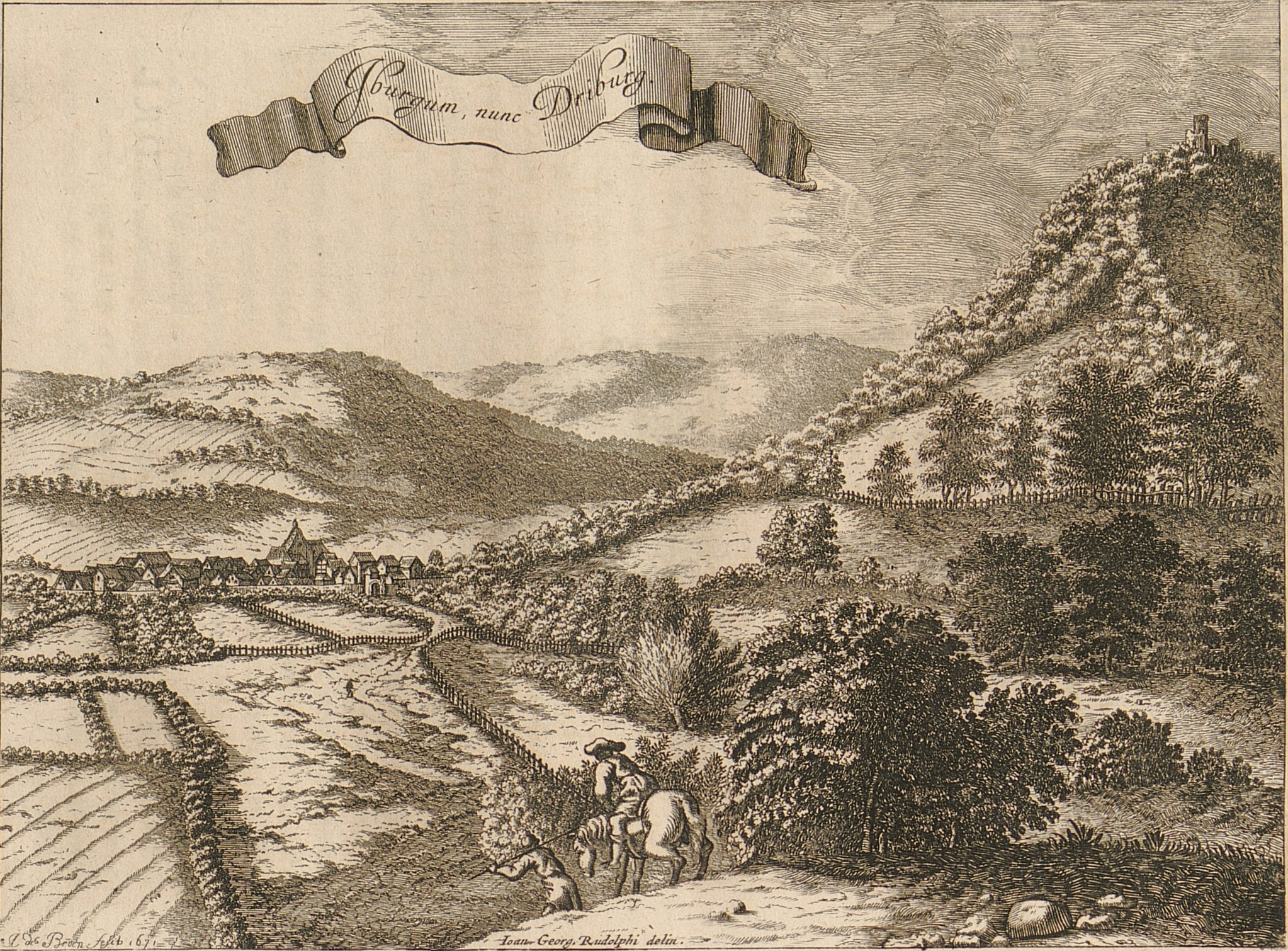
Monumenta Paderbornensia に描かれた 1671年頃のイーブルクとドリーブルク

イーブルク (Iburg) は、ドリーブルク村 (Driburg) の名前の由来となった（最初の記録は1253年、14世紀の印章に「Sigillum Civitatis Iburg」すなわち「Iburg市の印」とある）。1290年の文書に判事と市参事会員の記述があることから、これ以前に都市権が与えられていたことは明らかである。1345年にパーダーボルン司教バルドゥインが全ての都市権を確認し、これにより古い権利文書は廃棄された。この小さな楕円形の都市は教区教会の周囲に広がっていた。この教会は、元々13世紀に建てられたロマネスク様式の側廊を有する三廊式教会であった。1676年に改修され、1823年に拡張されたこの教会は1894年に老朽化のために取り壊され、現在の大きなネオゴシック様式の教会に建て替えられた。ミューレンプフォルテ沿いの市壁の一部が近年復元された。広域幹線道路は、市内ではランゲ通りとして街の長軸を形成している。

### 行政史
1802年までの司教領主時代には、ドリーブルク代官所は下級裁判権を有していた。この地域では 14世紀以降、数多くの小集落が衰退して廃村となった。司教領主時代初期の「オーバーヴァルディシェ・ベツィルク」（上級営林区）は、1807年から1813年までジェローム・ボナパルト治世下のヴェストファーレン王国に属した。その後プロイセン王国で、最初はブラーケル郡とヴァールブルク郡となり、1832年にブラーケル郡とヘクスター郡とが合併した後はヘクスター郡とヴァールブルク郡として治められた。バート・ドリーブルクはアムト・ドリーブルクに属し、その本部所在地であった。プロイセンの行政構造は、ドイツ国でもそのまま流用され、第二次世界大戦後の権利継承者であるノルトライン＝ヴェストファーレン州にも引き継がれた。

### 周辺地区の発展
他の地区は独自に発展した。司教ルイトハルトは868年に妹ヴァルブルガの請願に応えてネーテ川の水源近くに「Ecclesia Herisiensis」という名の女子修道院を創設し、ヴァルブルガはその初代女子修道院長となった。この修道院は略して「Herisia」と呼ばれ、最終的に「Heerse」という名になった。現在のノイエンヘールゼである。その中心は、地元では「エッゲドーム」（エッゲ聖堂）と呼ばれる修道院教会である。この教会は元々ロマネスク様式の列柱バジリカであったが、1165年に火災で甚大な被害を受け、三十年戦争で略奪された。この貴族子女のための女子修道院は、1803年にプロイセン王によって廃止され、「困窮した貴族家の女性のための保護施設」として存続された。ヴェストファーレン王ジェローム・ボナパルトの下、この施設も没収された。近くの集落やキュールゼン村もこの修道院に属した。
隣のドリンゲンベルクは、パーダーボルン司教ベルンハルト5世（在位 1321年 – 1341年）が、エーゼ川の谷から 70 m 上った海抜 280 – 295 m の高台に建設した集落で、1323年に都市権を授けられた。集落の西部には、旧自由民の家屋や十分の一税倉庫とともに司教の城塞がある。1488年、司教のジーモン3世はこの古い城を拡張した。その紋章である「リッペのバラ」の紋章が城門の上に掲げられている。この城は、パーダーボルン司教の夏の居城とされたこともある。城は三十年戦争で焼失したが、パーダーボルン司教領主領上級森林管区オーバーアムト・ドリンゲンベルクの役所であった「オーバーアムツハウス」は再建された。1803年に地方代官の時代が終結した後、1825年にドリンゲンベルクはこの城をプロイセン政府から買い取った。この建物は、1975年にバート・ドリーブルクに合併されるまでアムト・ドリンゲンベルクの本部庁舎として使われた。城、市立ホールである十分の一税倉庫、旧市庁舎、市壁の維持管理は、市民主導で行われており、特に郷土協会が尽力している。
現在のバート・ドリーブルク市北部、海抜 315 m にある山村ペンプゼンは教会を中止とした村であり、レールゼン、アルハウゼン、エルペントルプおよびランゲラントといった集落の教会発展の原点である。ニーハイム市もかつてはこの教区に属していた。これらの村落は塊村として司教領主時代に成立し、アッセブルク家およびエーンハウゼン家の領主裁判権の下にあった。文献記録上最も古い集落はドリーブルクの東にあるヘルステで、コルヴァイアー・トラディションに850年の記述が遺されている。

### 経済、社会資本、教育の発展

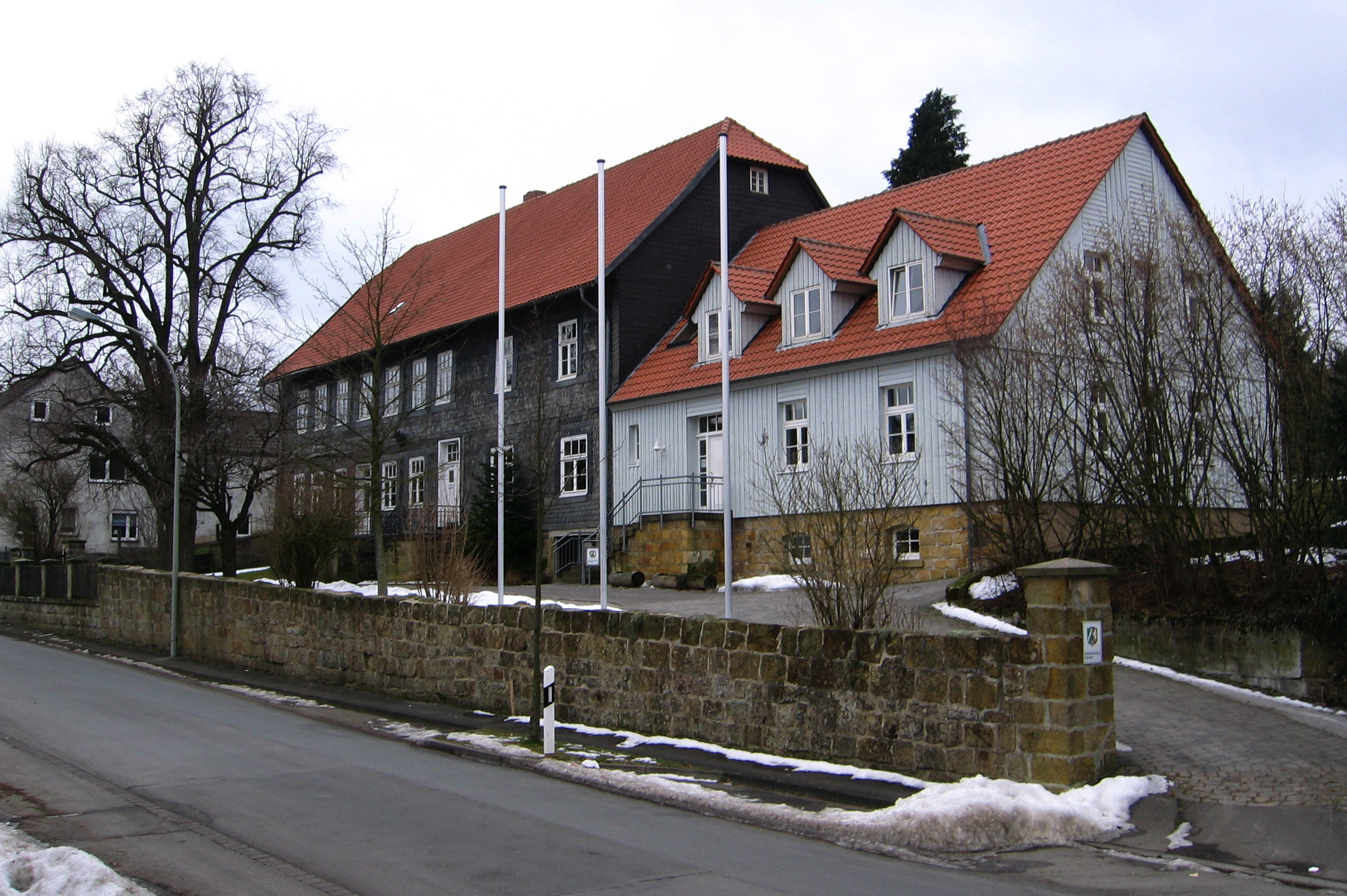
ヴァルト・ウント・ホルツNRWの地方営林局本部

#### ガラス製造業と林業
近世はガラス製造業とともに始まった。最も古いガラス製造所（おそらく12世紀から）は、ドリーブルクとアルテンベーケンとの間の森の中にあった。ノイエンヘールゼの女子修道院長は、1532年に木材を求めて移動するガラス工場で作業を行っていたガラス職人を呼び寄せた。ジーベンシュタインとノイエンヘールゼとの間の「ヘレ」に最初のガラス工場が創設された。エムデのガラス工場は最高品質の製品を生産した。炭焼きと炭酸カリウム業者は林業者の副業であった。司教領主ハインリヒ4世（1577年 – 1585年）はエッゲ山地の木材管理規定を初めて制定した。18世紀末にトウヒが植林された。ノイエンヘールゼに役所を置いていた領邦の営林局は、何度も組織変更が行われた後、2007年7月1日から州営のヴァルト・ウント・ホルツNRW（森林および木材管理）の地方営林局本部としてヘクスター郡およびパーダーボルン郡の営林業務に傾注している。

#### 交易
ガラス商: ガラス製品や鉱泉水の発送は交易の発展を促した。最大8週間に及ぶ通商の旅を通じ、ドリーブルクのガラス製品は商人によって北ドイツ一帯で販売された。「ドリーブルガー・グラスヴァーゲン」（ドリーブルクのガラス馬車）は主にオルデンブルクからメクレンブルクまで、さらには東プロイセンでも知られていた。石油ランプの導入は新たな結びつきを生んだ。ベネディクト・コッホが、1859年にシュレージエンやボヘミアからの帰り荷として石油ランプのためのガラスシリンダを持ち込んだ。彼はこれを、フランドルやフランスを交易するドリーブルク商人に紹介した。こうしてガラスの広域通商網が始まった。
ドリーブルクのガラス商人は仲間内では特有の商人言葉を使っていた。二重母音を多用するドリーブルク方言から、子音を置き換え、隠語への広い ä-o 音を導入するといった違いが見られる。1900年のドリーブルク商人組合の加盟者リストには100軒以上のガラス商人が見られる。
家畜商: 交易の別の分野がヤギの取引である。1656年の牧草地裁判からヤギの取引が認められた。主要放牧地は「クニュル」あるいは「ツィーゲンヒューゲル」であった。1840年には 458頭のヤギが飼われていた。ヤギ商人のヤギの群は、80頭までで牧童が付き添っていた。交易の途中で買い足されることもあった。交易路はガラス商人の前例に倣い、デンマークやシュレジエンにまで至った。1842年にはヤギ商人がポーランドで商売を行ったことが判っている。ヤギ飼育に伴う若木の食被害により森林が荒廃したために、1757年にガラス製造が禁止された。1864年に鉄道が整備され、ルール地方の真ん中に鉱山従事者の集落が新たに形成されるとヤギ商人は群を鉄道でドルトムント方面に送り出し、エムシャー川流域地方のコロニーを通してデュースブルクにまで商売に出かけた。ヤギ飼育は、バート・ドリーブルクのヤギステーションが取り壊された1963年に終結した。

#### 湯治の発展
将来的に重要だったのは、カスパール・ハインリヒ・フォン・ジールシュトルフ（1750年 – 1842年）による1782年の邦有源泉および邦有林の受領であった。この施策が、木が伐り払われた地域における持続的可能な山林経営の始まりとなった。彼は、林業従事者の間で有名だった「ローゼンベルク＝レルヒェン」を経営した。新しい湯治場と小さな街（人口約 850人）がシナノキの並木道で結ばれた。2つの集落の間には農場があった。最初の1782年の湯治シーズンには101人のゲストがこの新しい湯治場を訪れた。宿泊施設は、田舎の別荘風に木組み建築で建てられた。ジールシュトルフは1815年にプロイセン王国からかつてのパーダーボルンの領主の森を購入し、ローテハウス農場とゲールデン修道院農園を獲得してこの地域の大土地所有者となった。源泉に対する税は1828年にプロイセン王との間で更新がなされた。この徴税協定は、1850年に新たな法によって失効し、これ以後源泉と湯治場は私有財産となった。ドリーブルク市は、プロイセン王国のミンデン行政庁の勧めにより、1919年8月28日に「バート・ドリーブルク」と改名した。
第一次世界大戦後、ヴァイマル共和制下の健康政策によりバート・ドリーブルクにサナトリウムや民営の宿泊施設が建設され、温泉・湯治都市に発展した。バルマー・エアザッツカッセ（健康保険組合）はペンプゼン近郊に公園付き温泉療養所「バート・ヘルマンスボルン」を開発した（1924年 – 1925年）。特筆すべきは、ネオバロック様式化された施設の外観とコーカサスのクルミの木を用いたユーゲントシュティール様式の内装である。ドリーブルクの夏期の客数は、世界恐慌前までに、延べ9,400泊から17万泊に増加した。

#### 保養地の温泉都市
この街は、病院都市として第二次世界大戦で破壊されなかった。また自由化後、様々な保険会社や経営母体が運営する 4つの新しい病院を有する温泉はイギリス駐留軍を受け容れた。初めは故郷から追放された人々の流入によって人口や客が大幅に増加した。客数は1987年にピークを迎え、57,736人、962,564泊に達し、これに加えて日帰り客がいた。温水プールは温泉地区の屋内プールを補強するものとして市によって建設された。
これと並行して、市の中核部の近代化を伴う社会資本の変化や騎士領に住宅やオフィスが建てられた。大規模な住宅建設によりこの街は特に南北方向に拡張した。早くからバイパス道路が開通したことにより市南部の 2つの産業地区に企業が進出し、ヘルステに浄水場が造られたことで田園都市は近代的な住宅都市となった。特に第二次世界大戦後には、都市近代化の枠組みで歴史的建造物の多くが小売店に活用された。クアパーク周辺には、18ホールのゴルフ場、テニスコート、屋内テニス場が設けられ、村にはペンションや乗馬場が造られた。エッゲ山地協会が遊歩道網を整備し、ハイキングが盛んになった。バート・ドリーブルク市では「ドイツ・ハイキングの日」が 2回開催された。

#### 構造的経済危機
1960年代以降、特に1990年代後半に、経済危機発生の危険度が増した。それまでに 700人分の学籍が失われた。就業後ギムナジウム「クレメンス＝ホーフバウアー＝コレーク」は1997年に学生不足のため閉校された。労働集約的なガラス生産とその後工程であるガラス研磨の手工業はコストが原因で廃業せざるを得なかった。最盛期には約 300人の職場があった合板工場もやはりコスト圧力で閉鎖された。健康保険政策の引き締め策は客数を約 25 % 減少させた。温泉治療は、客構造の変化とともに、リハビリ医療となった。小売業は、外来客の減少に苦しんだ。
ジーベンシュテルンのガラス工場ヴァルター＝グラス社はオートメーション化とガラス輸出を主軸としたことでポジティブな発展を遂げた。企業グループのグラーフ・フォン・エーンハウゼン・ジールシュトルフは、バート・ドリーブルクに温泉施設を移転させた。ホテルや旅館の古い建物は、2005年から2007年に改修され、近代化された。「グレーフリッヒャー・パルク・ホテル＆スパ」として新たなコンセプトを開始している。この庭園は、1800年頃に 60 ha 以上の広さをもつイギリス式風景庭園として造営された。大戦間にバラ園とシャクナゲ園、それに野外音楽堂が増設された。2003年に、1786年の夏に逗留した有名なゲストであるフリードリヒ・ヘルダーリンとズゼッテ・ゴンタルト（ディオティマ）の記念コーナーが設けられた。市内への並木道沿いに「バート・ドリーブルク自然公園の泉」がある。

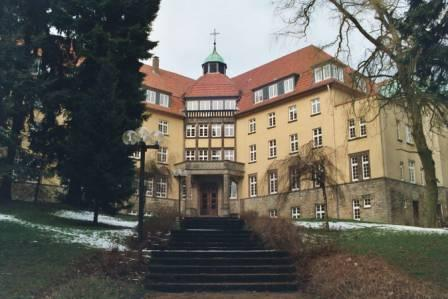
クレメンティヌム

#### 教育史
20世紀に学園都市への発展が始まった。騎士の子弟のための高等教育機関（1915年創設、1947年から古典語ギムナジウム、1975年から聖クサーヴァー・ギムナジウム）を持つ神言会の修道院、市立高等少年・少女学校（1922/1923年創設、1965年からギムナジウム）、ドイツ初の成人ギムナジウムである聖職者就業後クレメンティヌムがバート・ドリーブルクをヴェストファーレン最大の学園都市とした。1946年9月11日、カイザー＝ヴィルヘルム研究所の後継機関として、クレメンティヌムにマックス・プランク研究所がイギリス管理地区に設立された。ギムナジウム、実科学校、本課程学校、基礎課程学校という学校構造は、第二次世界大戦後に 2つの新たな教育センターに集約された。

#### 交通史
旧郵便街道は、1769年以降、この谷から海抜 398 m のシュテルベルク（高度差約 150 m）を越えてパーダーボルンに通じていた。この道路は1827年にプロイセンの国道に拡充された。現在の連邦道 B64号線である。1864年にドリーブルクに鉄道が建設された。

### 市町村合併
1969年12月2日にヘクスター郡の新設に関する法律が制定されたことに基づき、1970年1月1日、それまでアムト・ドリーブルク内の独立した町村であったアルハウゼン、エルペントルプ、ヘルステ、ランゲラント、ペンプゼン、レールゼンとバート・ドリーブルク市が合併し、アムトに属さない市として新たなバート・ドリーブルク市が成立した。アムト・ドリーブルクは廃止された。
1974年12月5日のザウアーラント/パーダーボルン地域の市町村および郡の新設に関する法律（ザウアーラント/パーダーボルン法）に基づき、1975年1月1日にドリンゲンベルク市とキュールゼンおよびノイエンヘールゼ（これらの市町村はそれまでアムト・ドリンゲンベルク＝ゲールデンに属していた）がバート・ドリーブルク市に編入された。さらに本市はヘクスター郡に属すこととなった。

## 住民

### 宗教

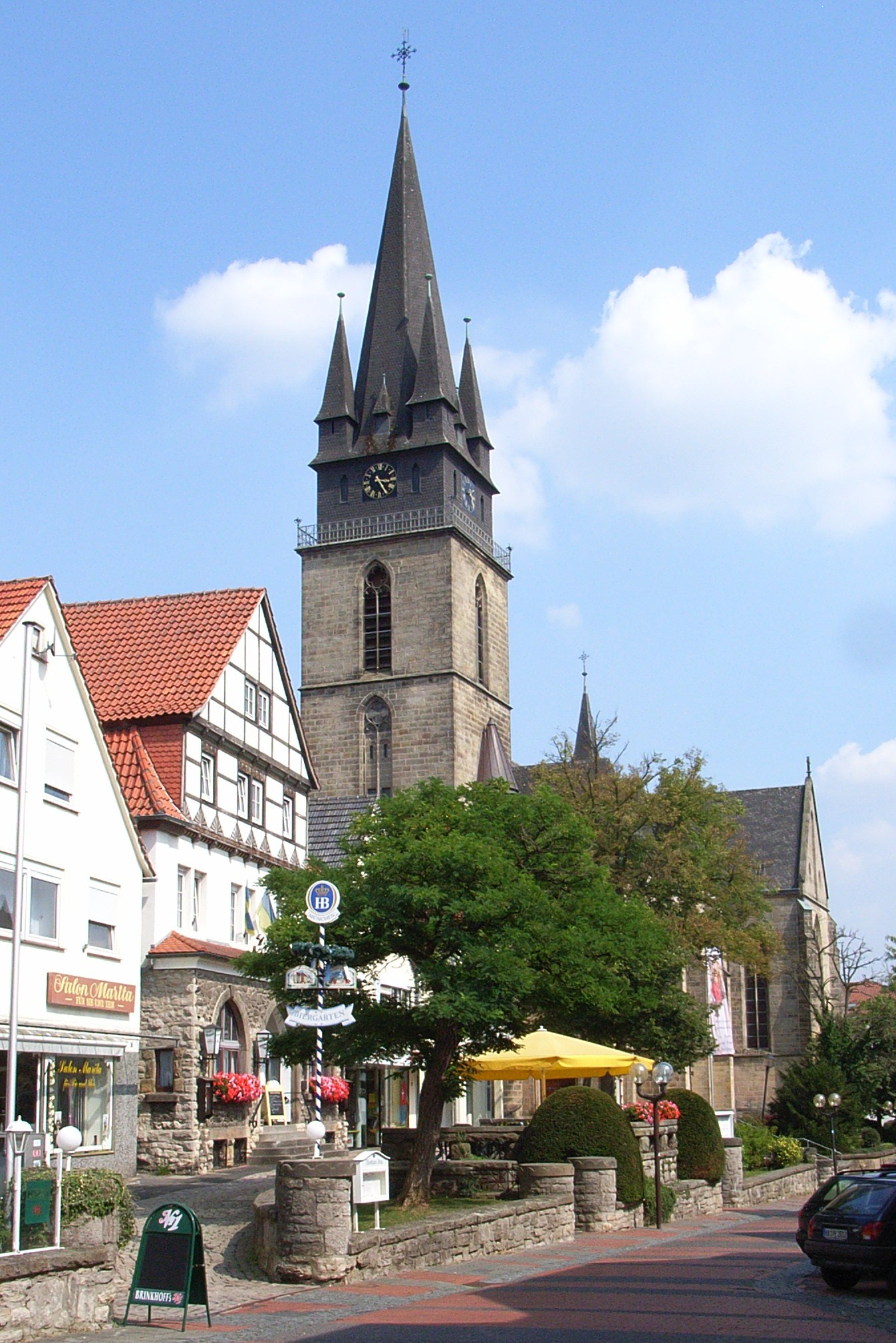
バート・ドリーブルクの聖ペテロおよびパウロ教会

#### 伝統
1802年までパーダーボルン司教領主領であったことから、ドリーブルク市とその市区の古くからの住民は伝統的にカトリック信者であり、現在も多数を占めている。かつの教区は、後期ロマネスク様式の先代の教会を擁したドリーブルクの聖ペテロおよびパウロ教会、バロック様式の調度を持つペンプゼンの聖母被昇天教会、後期ゴシック様式の教会を有するドリンゲンベルクの聖マリア生誕教会、ロマネスク様式の修道院教会を有するノイエンヘールゼの聖サトゥルニーナ教会であった。村落の下部組織は礼拝堂を有していた: ペンプゼン教区にはレールゼン聖マルティヌス礼拝堂、アルハウゼン聖ヴィトゥス助任司祭区（ともに18世紀）、エルペントルプとランゲラントのヨハネス・ネポムク助任司祭区があった。ペンプゼンにはさらに1687年建造の谷間の礼拝堂があり、聖金曜日にはクロイツトラハト（キリストの十字架の道行きを模したパレード）の伝統行事が現在でも護られている。ヘルステ村の聖ウルバヌス助任司祭区は14世紀に建造され17世紀に拡張されたゴシック様式の聖ウルバン礼拝堂を有している。この礼拝堂は、19世紀後期から20世紀に教会によって礼拝場として用いられた。エーゼ川水源近くの聖アントニウス礼拝堂とキュールゼンの聖ヨーゼフ礼拝堂はノイエンヘールゼ教区に属す。

#### 現在のカトリック司牧会バート・ドリーブルク
カトリック教会組織はパーダーボルン大司教区に属しており、中世初期および盛期以来の伝統を引き継いでいる。聖職者や信者の減少は、司牧会形成の契機となった。中核市区の聖ペテロおよびパウロ教会、アルハウゼンの聖ヴィトゥス助任司祭区およびレールゼンの聖マルティヌス支教会を有しているペンプゼンのマリア被昇天教会、ランゲラント＝エルペントルプの聖ヨハネ・ネポムク教会は約 5,800人のカトリック信者を擁するバート・ドリーブルク北司牧会を形成している。バート・ドリーブルク南のキリストの変容教会区、ヘルステの聖ウルバヌス助任司祭区、ドリンゲンベルクのマリア生誕教区、ノイエンヘールゼの聖サトゥルニーナ教区が信者数約 6,400人のバート・ドリーブルク南司牧会を形成している。2009年9月1日以降バート・ドリーブルク市のカトリック教会組織は両司牧会を統合し「バート・ドリーブルク司牧会」を形成している。その管轄地域は、行政上のバート・ドリーブルク市と一致しており、約 12,000人のカトリック信者がこれに属している。

#### 福音主義教会組織
バート・ドリーブルク福音主義教会は、1850年にブラーケの教会組織から分離して独立した教区となった。この教区は現在4つの教会管区で構成されている。中核市区と北部地区が管区1と3、管区2がアルテンベーケン（行政上はパーダーボルン郡の町村アルテンベーケン）、ノイエンヘールゼの教会、ドリンゲンベルクおよび行政上はヴィレバートエッセンに属すアルテンヘールゼが管区4に属している。福音主義のヨハネスヴェルク e.V. は養老院メランヒトン＝ハウスを運営している。

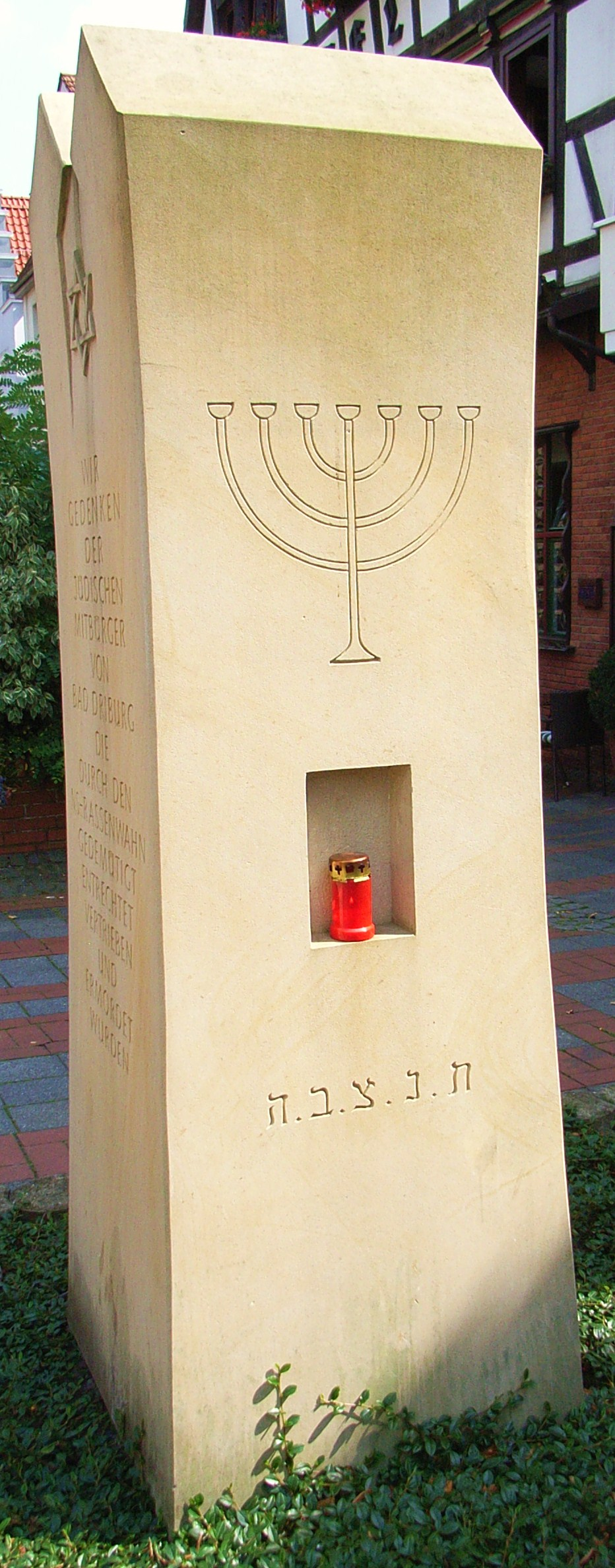
国家社会主義時代に殺害されたユダヤ住民記念碑

#### ユダヤ教
何世紀も前から、少数のユダヤ人が市民権はないが本市や周辺の村に住んでいた。ドリーブルク最初のシナゴーグは、ヴェストファーレン王国のユダヤ人解放後の1808年に建設された。ユダヤ人住民は、ドイツ三月革命で民主的な民族協会に参加した。ペンプゼン（1938年11月の水晶の夜に破壊された）とドリンゲンベルクにもシナゴーグがあった。1933年、バート・ドリーブルク市には 50人以上のユダヤ人が住んでいた。1938年のシナゴーグの荒廃と1942年の国家社会主義者による最後の28人のユダヤ人抑留は、シナゴーグ組織の終焉を意味する。バート・ドリーブルクとドリンゲンベルクにユダヤ人墓地が造成された。
2009年10月18日に、ランゲン通りに国家社会主義時代に殺害されたバート・ドリーブルクのユダヤ人住民のための記念碑が建立された。この記念碑は彫刻家ヘルベルト・ゲルダーによって製作され、公益法人「ビュルガープンクト」が発足した。

#### その他の宗教団体
新使徒派教会のバート・ドリーブルク組織がある。エホバの証人は礼拝場として王国ホールを有している。南市街には自由教会組織のエヴァンゲリウムス＝クリステン・バート・ドリーブルクがある。この組織は2006年8月にリヒテナウの自由キリスト教会から形成された。

### 人口推移

1818年からのバート・ドリーブルク市の人口推移。下側の青線が各時点の市域における人口推移、上側の黒線が現在の市域における人口推移

以下の表に各時点の市域および現在の市域にあたる地域におけるバート・ドリーブルク市の人口を示す。市域の変化は、1970年1月1日に周辺の6町村が合併し、1975年1月1日にさらに3町村が合併した事による。
1970年までの数値と1987年の数値は人口調査の結果であり、1975年からは州統計局の公式な研究結果である。1975年、1980年、1985年の数値は推定値、1990年以降の数値は1987年の人口調査結果に基づく推定値である。
各時点におけるバート・ドリーブルク市の人口
| 時点              | 人口（人） |
| ----------------- | ---------- |
| 1818年 (12月31日) | 1,586      |
| 1831年 (12月3日)  | 2,090      |
| 1837年 (12月3日)  | 1,940      |
| 1843年 (12月3日)  | 2,068      |
| 1849年 (12月3日)  | 2,104      |
| 1852年 (12月3日)  | 2,145      |
| 1858年 (12月3日)  | 2,000      |
| 1861年 (12月3日)  | 2,163      |
| 1867年 (12月3日)  | 2,094      |
| 1871年 (12月1日)  | 2,083      |
| 1885年 (12月1日)  | 2,509      |
| 1895年 (12月1日)  | 2,615      |

| 時点              | 人口（人） |
| ----------------- | ---------- |
| 1900年 (12月1日)  | 2,650      |
| 1905年 (12月1日)  | 2,702      |
| 1910年 (12月1日)  | 2,895      |
| 1925年 (6月16日)  | 3,679      |
| 1933年 (6月16日)  | 4,341      |
| 1939年 (5月17日)  | 4,900      |
| 1946年 (10月29日) | 7,232      |
| 1950年 (9月13日)  | 7,226      |
| 1961年 (6月6日)   | 7,898      |
| 1970年 (5月27日)  | 12,950     |
| 1974年 (6月30日)  | 13,985     |

現在の市域にあたる地域の人口
| 時点              | 人口（人） |
| ----------------- | ---------- |
| 1939年 (5月17日)  | 9,355      |
| 1950年 (9月13日)  | 13,698     |
| 1961年 (6月6日)   | 13,729     |
| 1970年 (5月27日)  | 16,247     |
| 1974年 (6月30日)  | 17,336     |
| 1975年 (12月31日) | 17,477     |
| 1980年 (12月31日) | 17,711     |
| 1985年 (12月31日) | 17,060     |
| 1987年 (5月25日)  | 16,582     |

| 時点              | 人口（人） |
| ----------------- | ---------- |
| 1990年 (12月31日) | 17,525     |
| 1995年 (12月31日) | 19,122     |
| 2000年 (12月31日) | 19,462     |
| 2005年 (12月31日) | 19,502     |
| 2007年 (12月31日) | 19,364     |
| 2010年 (12月31日) | 18,959     |
| 2011年 (12月31日) | 18,802     |
| 2012年 (12月31日) | 18,431     |

## 行政

### 市議会
バート・ドリーブルク市の市議会は、32議席からなる。

### 市長
バート・ドリーブルクの市長はブルクハルト・デッペ (CDU) である。彼は、2004年9月26日に 58.3 %、2009年8月30日に 72.6 % の票を獲得して当選した。2014年の選挙で 78.4 % の票を得て市長職を保持した。デッペの前任者はカール＝ハインツ・メンネ (CDU) であり、1999年9月12日に 68.3 % の票を獲得して選出された。

### 紋章、幟、印章
バート・ドリーブルク市は1973年5月9日付のデトモルト行政管区長官の文書によって、紋章と幟の使用権を認められた。さらに市の紋章をデザインした印章の使用も認可された（基本条例§2.）。バート・ドリーブルクは、金と青の紋章を使用することを許された。これは市の希望によるものであった。1908年7月6日から1973年の認可までは、同じデザインだが金と赤の配色の紋章を用いていた。
紋章のデザイン: 

青地に金色（黄色）の鋸壁を持つ市壁。二重の鋸壁を持つ塔が開いた門の上にそびえている。壁の上左側（向かって右側）に金のラテン十字がどこにも触れずに浮かんで描かれている。
この塔はドリーブルクを象徴するもので、800年頃から存在し、1215年に鋳造された「ドリーブルク・プフェニヒ」にもデザインされていた。この硬貨は現在も2枚だけ存在している。1390年からはすでに印章にも描かれている。後に追加された十字は、本市がパーダーボルン司教領に属していたことを示している。
幟のデザイン: 

幟は長軸と平行に青色と黄色に塗り分けられ、中央やや上部寄りに市の紋章が描かれている。
印章のデザイン: 

上部に「Stadt」、下部に「Bad Driburg」の文字。盾型の中に紋章のデザインが描かれている。

### 姉妹都市、友好都市
- ユービガウ＝ヴァーレンブリュック（ドイツ語版、英語版）（ドイツ、ブランデンブルク州）
- サン＝レ＝マルキオン（フランス語版、英語版）（フランス、パ＝ド＝カレー県）

バート・ドリーブルクは1990年にブランデンブルク南西部のユービガウと友好都市関係を結んだ。ユービガウは2001年末にユービガウ＝ヴァーレンブリュック市に再編された。この街とは教会やサークルレベルでの相互訪問が行われており、特に射撃協会（市民射撃ギルド）は定期的に会合を行っている。2003年に市議会はフランスのサン＝レ＝マルキオンとの姉妹都市協定樹立を可決した。この姉妹都市協定は2004年に公式に締結された。これにより、何年も前からサン＝レ＝マルキオンの教会とノイエンヘールゼの教会との間で結ばれた姉妹都市間の交流を固めていた。遺骨がノイエンヘールゼのエッゲ聖堂に保管されているは聖サトゥルニーナはサン＝レ＝マルキオンで殉教した。彼女の栄誉を讃えるために2つの街の間で定期的に巡礼の旅が行われている。

## 文化と見所

### 演劇
「温泉」を意味する「バート」を冠しているにもかかわらず、この街には劇場やアンサンブルを有していない。しかし、毎年プログラムを組んでいるレールゼン郷土協会の演劇グループは特筆に値する。たとえば 2011年にはフリードリヒ・デュレンマットによる「Die Physiker」（直訳すると「物理学者」）が上演された。ドリンゲンベルクでも「ブルクテアター・ドリンゲンベルク e.V.」によって定期的に公演が行われている。市行政当局は、市やギムナジウムの講堂あるいは市庁舎ホールを使ってバート・ドリーブルク公演を行うことで、演劇シリーズを運営している。また、デトモルト州立劇場などの近隣の劇場での上演を鑑賞する。

### 博物館・美術館

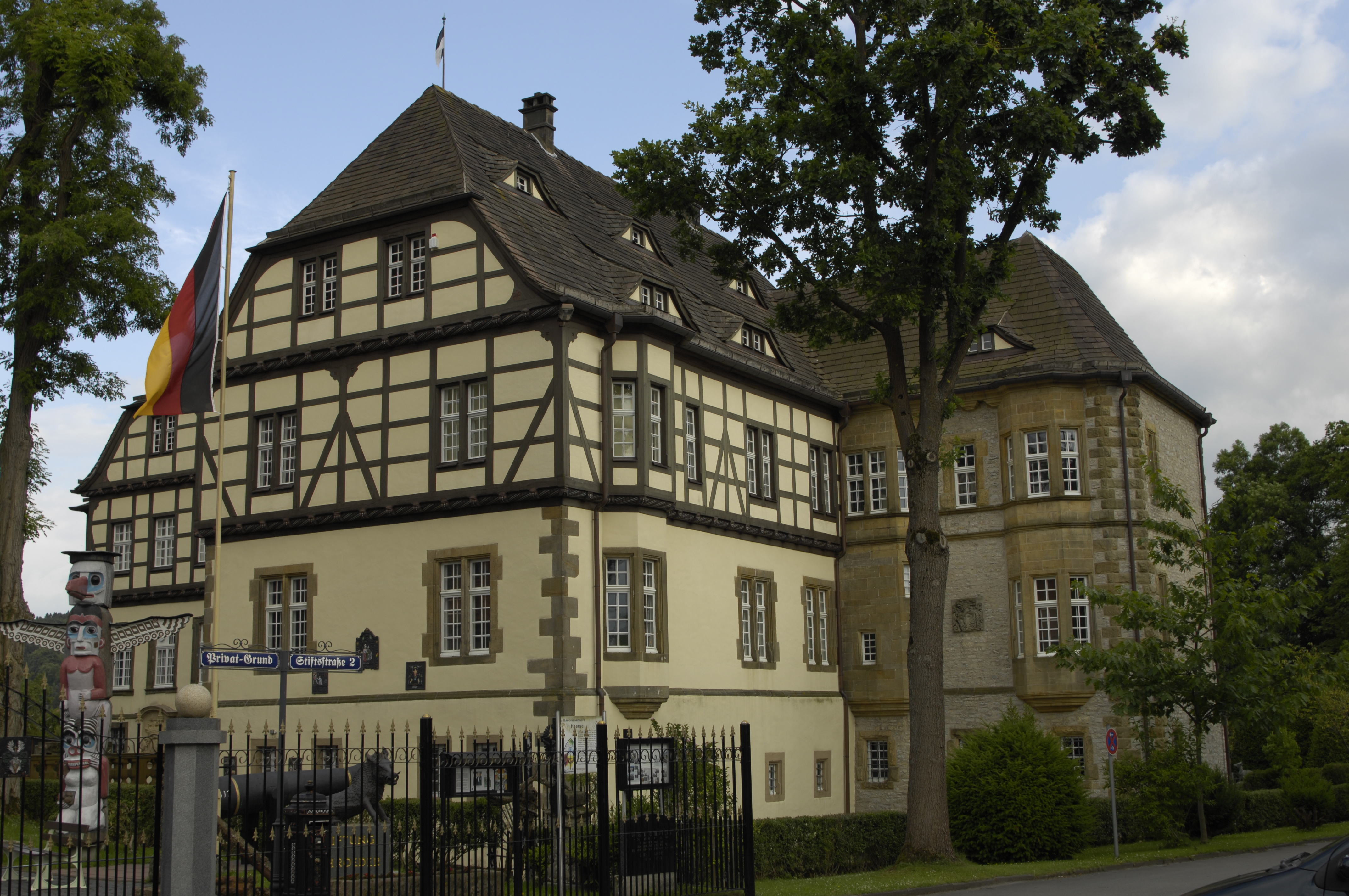
博物館・美術館協会が入居しているヘールゼの城館

ヘールゼ城には博物館・美術館協会が入居しており、国際自然博物館、民俗誌博物館、民族学博物館、ヨーロッパ文化財博物館で構成されている。
アルハウゼン地区のフリードリヒ＝ヴィルヘルム＝ヴェーバー博物館は医師で政治家で詩人のフリードリヒ・ヴィルヘルム・ヴェーバーの生涯や活動に関する文物をその生家で展示している。
バート・ドリーブルク・ガラス博物館は、この地域のガラス生産およびガラス加工の 500年におよぶ歴史を展示している。展示されているのは、ガラス生産の工具、時代毎の典型的な日用ガラス、並外れたガラス芸術である。エルペントルプの見学ガラス工房では、ガラス吹きの実演を見学することができる。
古いバート・ドリーブルク貨物駅に入っているモデルブンデスバーン（旧「模型鉄道ショー MO187」）は、オットベルゲンとバート・ドリーブルクの駅を 1:87 の縮尺（HOゲージ）で精密に描写している。オットベルゲン車両基地とオットベルゲン/バート・ドリーブルク間の建物を含む路線は1975年に制作された。
ドリンゲンベルク城内には、19世紀の空間にドリンゲンベルクの郷土史と地域の博物学展示が行われており、ドリンゲンベルク郷土協会によって運営されている。
- フリードリヒ＝ヴィルヘルム＝ヴェーバー博物館
- ガラス博物館
- エルペントルプのガラス工房
- モデルブンデスバーンの外観
- オットベルゲン車両基地の模型

### 音楽
バート・ドリーブルクの中核市区には2つの音楽サークルがある。一つは1900年頃に設立されたシュタットカペレ・バート・ドリーブルク e.V.、もう一つは1965年創設のファンファーレ隊「ブラウ＝ヴァイス」バート・ドリーブルクe.V. である。この他に本市の各地区にはいくつかの音楽サークルがある。たとえばヘルステ、レールゼン、ドリンゲンベルクのブラスバンド、ヘルステ、ノイエンヘールゼ、ペンプゼンの音楽隊、ドリンゲンベルク・ファンファーレ隊、ペンプゼン消防音楽隊、ヘーゲリングの狩猟ホルン吹奏クラブなどである。
バート・ドリーブルクのクラシック音楽振興団体は毎年コンサートシリーズを開催している。2009年からは福音主義教会組織が運営するゴスペルコーラス「スピリット・ヴォイシーズ」が活動している。

### 建造物

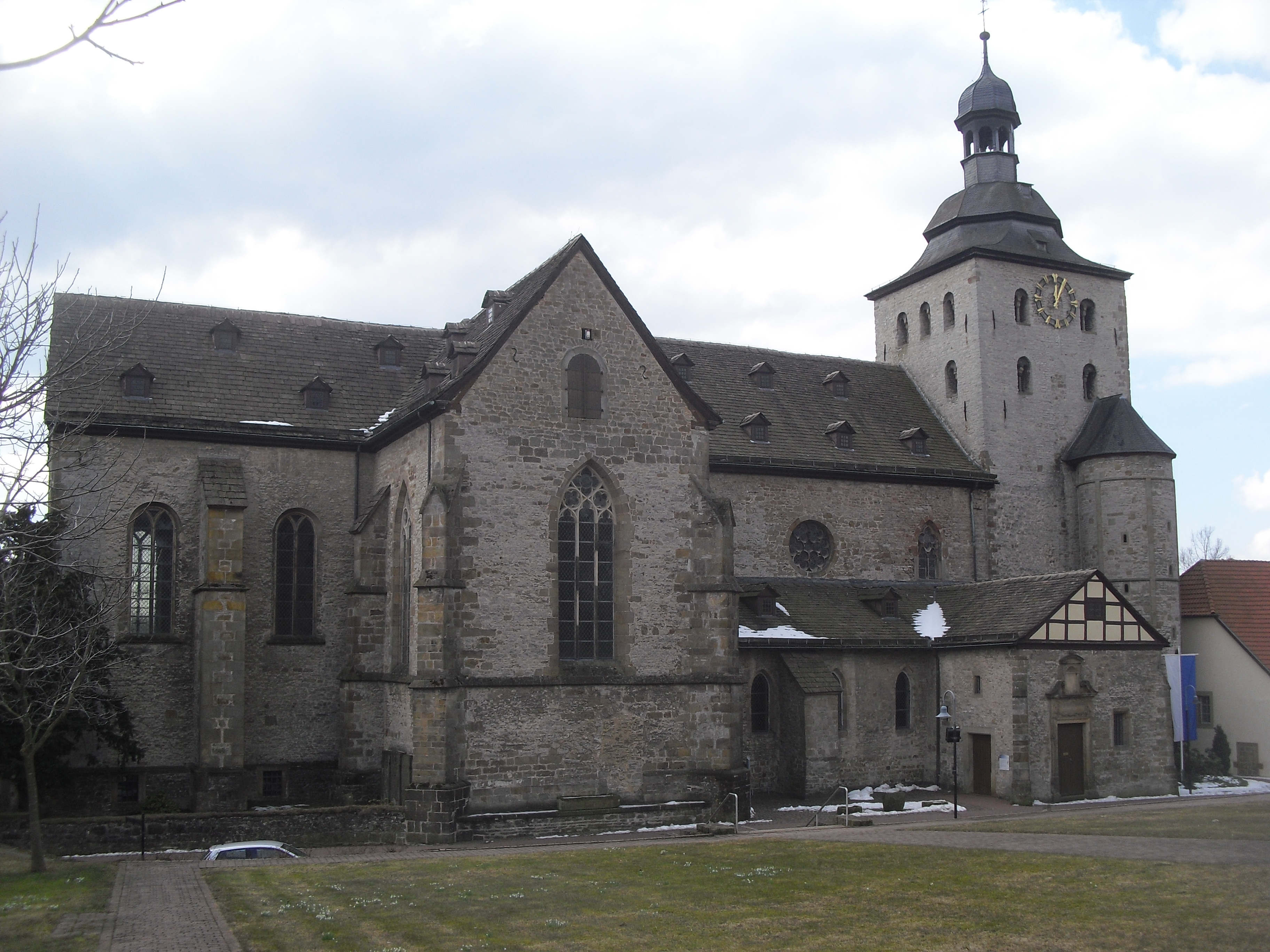
ノイエンヘールゼの聖サトゥルニーナ修道院教会（エッゲ聖堂）

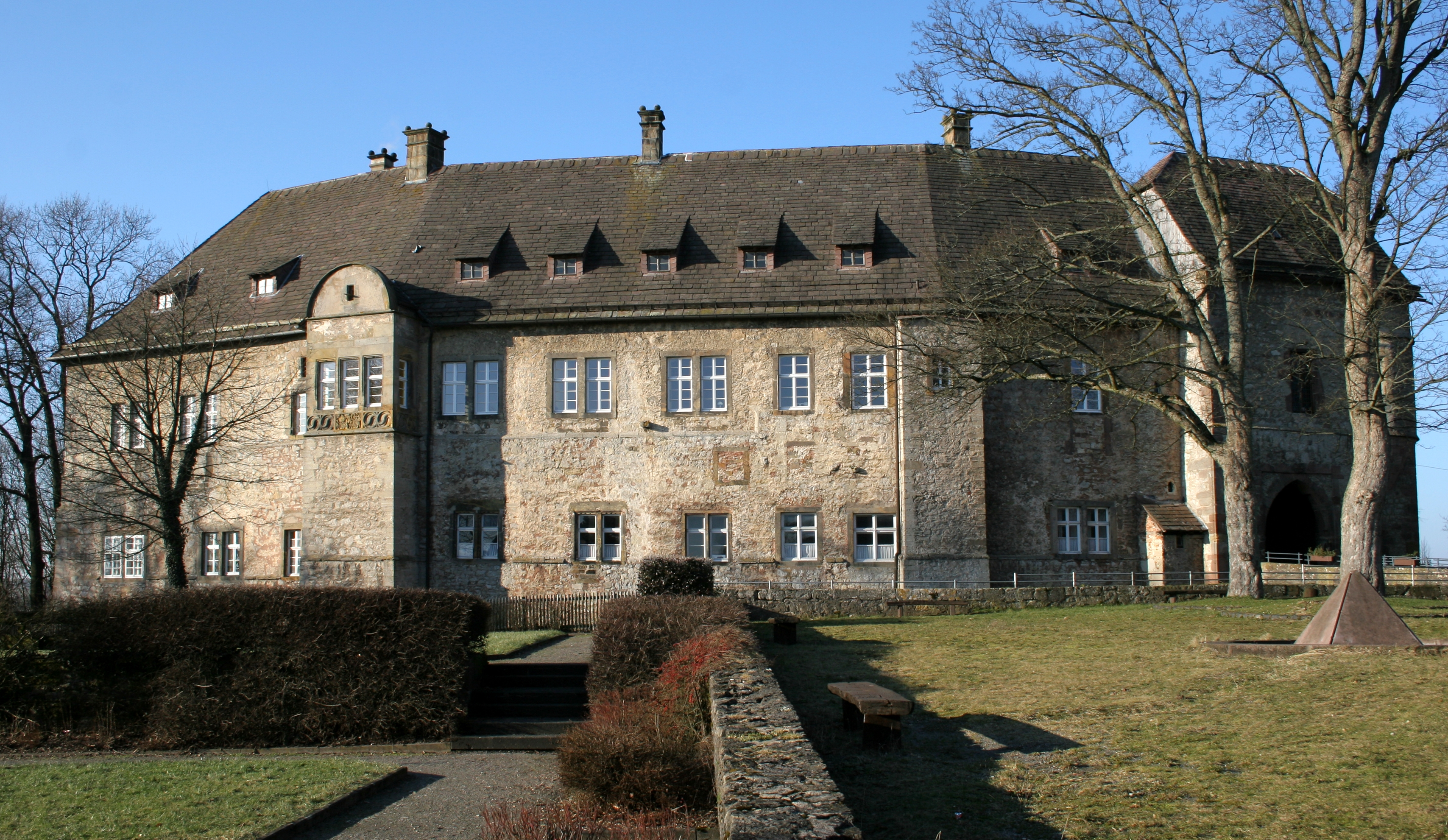
ドリンゲンベルク城

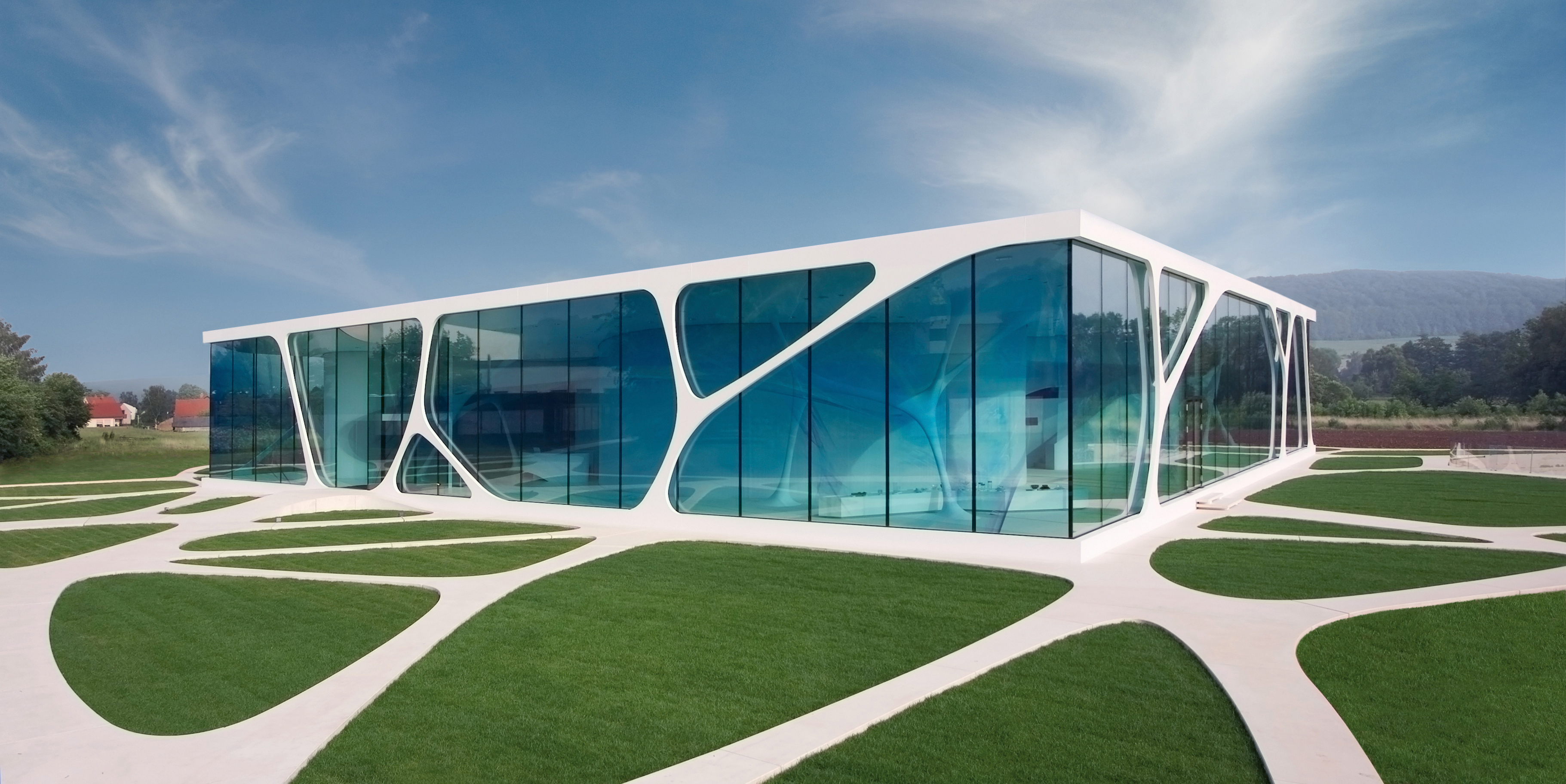
グラス・キューブ

- カトリックの教区教会である聖ペテロおよびパウロ教会は、アルノルト・ギュルデンプフェニヒの設計に基づいて1894年から1897年に建設された。この教会は、側廊を持つ三廊式のネオゴシック様式のホール教会である。内部には、講壇、オルガン、祭壇、ガラス窓（の一部）が建設当時のまま完全に遺されている。壁画は、1909年にバロック化されたユーゲントシュティール様式で制作された。この教会は先代の教会からいくつかの品を受け継いでいる。たとえばロマネスク様式の洗礼盤（1260年頃）、1676年に製作された2人の守護聖人のバロック像、1463年に亡くなった聖堂参事会員ハインリヒ・フォン・ドリーブルクの墓石などである。
- 駅舎。後期古典主義様式のこの建物は、1865年に建設された。2006年から2007年に徹底的な改修を受け、最新の暖房装置が備えられている。この建物内には、近代的な金融サービス管理センターと、6戸の住居が併設されている。
- グレーフィシェス・ハウス（伯爵の家） ― 外階段を持つ1780年建造の3階建て古典主義様式の石造建築
- アリザーベットの八角形のヨハニス礼拝堂 ― 1846年、ヨハネス・フンボルクによって建設された
- ミヒャエル礼拝堂、西部墓地にある（1933年完成）
- 聖クサーヴァー・ギムナジウム（1915年完成）
- マリア礼拝堂（1952年）を持つ聖クレメンス学生寮（1922年）
- 大きく修復された市壁の遺構が、ミューレンプフォルテにある
- ノイエンヘールゼの水城
- ノイエンヘールゼの聖サトゥルニーナ修道院教会（エッゲ聖堂）は、1100年から1130年までの間に建設されたが、1165年の落雷による火災で大きな損傷を負った。
- 8世紀のイーブルク遺跡。ここにはザクセンの民族神イルミンズールが祀られていたと考えられる。
- ドリンゲンベルク城。1318年から1328年に司教領主ベルンハルト5世ツーア・リッペによって建設された多角形の環状壁の遺構である。1488年から1799年に城塞礼拝堂を有する楼門、1320年に造営された 44 m の深さがある泉が遺されており、ドリンゲンベルク郷土協会と共同でバート・ドリーブルクによって大規模な改修を受けた。
- ドリンゲンベルク旧町役場。ブルク通り30番地。中核部は1550年頃に建設された3階建ての木組み建築で、後に住居に改築された。1階は一部が新設された。地下倉庫は1320年頃からすでに存在していた。建物全体が2002年から2004年に修復された。ここには、美術展示場、日曜カフェ、イベント会場が入っている。
- ドリンゲンベルクのシェプフミューレ。代官のヘルマン・フォン・ヴィーアムンデンによって1545年に建造された揚水装置。
- ヘルステ産業地区のグラス・キューブは、2007年にオープンしたレオナルド社の展示場・セミナー棟で、非凡な建築物である。
- カトリックの教区教会キリスト変容教会は、1966年から1968年にハンス・ハースの設計に基づき、レンガで建設された。

市街中心部には、18世紀から19世紀の木組み建築が数棟保存されている。1967年に中核市区刷新に伴い、ヨゼフィヌム病院、財務局庁舎、旧郵便局が取り壊された。周辺市区に比べて中核市区には建造文化財が少ない。
- ミューレンプフォルテの水車と市壁の一部
- イーブルク城趾
- ドリンゲンベルクの旧町役場
- キリスト変容教会

### 公園と記念碑
市内の公園状況は、比較的広く、多彩である。

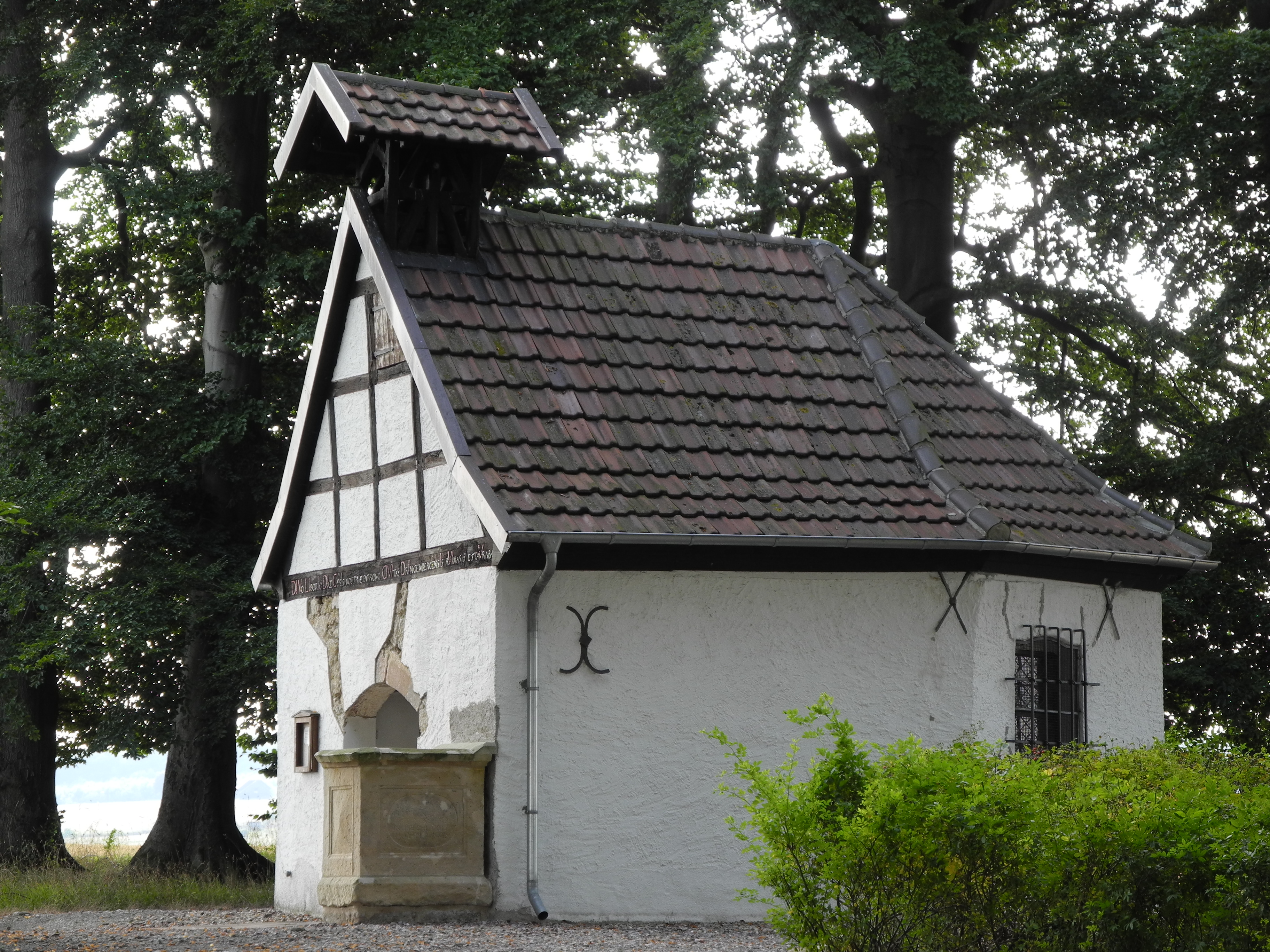
ショーンラウ礼拝堂

ドリンゲンベルク南部のショーンラウ礼拝堂に面する一般公開された広さ約 500 m2 の緑地は、ドリンゲンベルクのカトリック教会が所有しいている。この公園は、平らな山上に位置している。ここは何世紀もの間秘密裁判が行われた。裁判は通常1年に3回開かれた。主の公現の祝日（1月6日）、聖体の祝日（6月頃）、聖ミヒャエルの祝日（9月29日）後の月曜日であった。裁判所（フェーメ）は13世紀に初めて記録され、バート・ドリーブルクからアーロルゼンに至るディンゲン秘密裁判区に属した。最後の審議は1593年であったと伝えられている。このフェーメは、1763年に司教領主の命令により取り壊された。聖リボリウスに捧げられた礼拝堂がこの敷地内にある。この礼拝堂は屋根の上に小塔を戴いた切妻屋根の木組み建築で、1675年に建造された。
同じくドリンゲンベルクに、一般の立ち入りが可能なドリンゲンベルク城塞庭園がある。この庭園は市の所有である。城塞の南側の「フライハイト」には、かつて奉公人の家、家畜小屋、牢獄があった。現存する十分の一税倉庫は現在、市営ホールとして利用されている。主に1960年代に、前述の付属建造物が取り壊され、その土地は緑地に改造された。目につくのは、緑地を2つのテラスに明瞭に分けている、階段のある段差である。城塞周辺には、19世紀にはすでに散策路が設けられ、現在もオークやシナノキが植えられている。
ノイエンヘールゼ修道院の庭はガーナ総領事の所有であり、一般公開の期間中または予め申し込んだ者だけが立ち入ることができる。芝生広場と円錐形に刈り込まれシンメトリーに配置されたクマシデがこの庭園を構成している。教会と修道院の建物との間にかつての円塔の石の囲いが見られる。修道院教会北側の教会の庭には現在、大きな戦争記念碑が置かれた近代的な緑地がある。

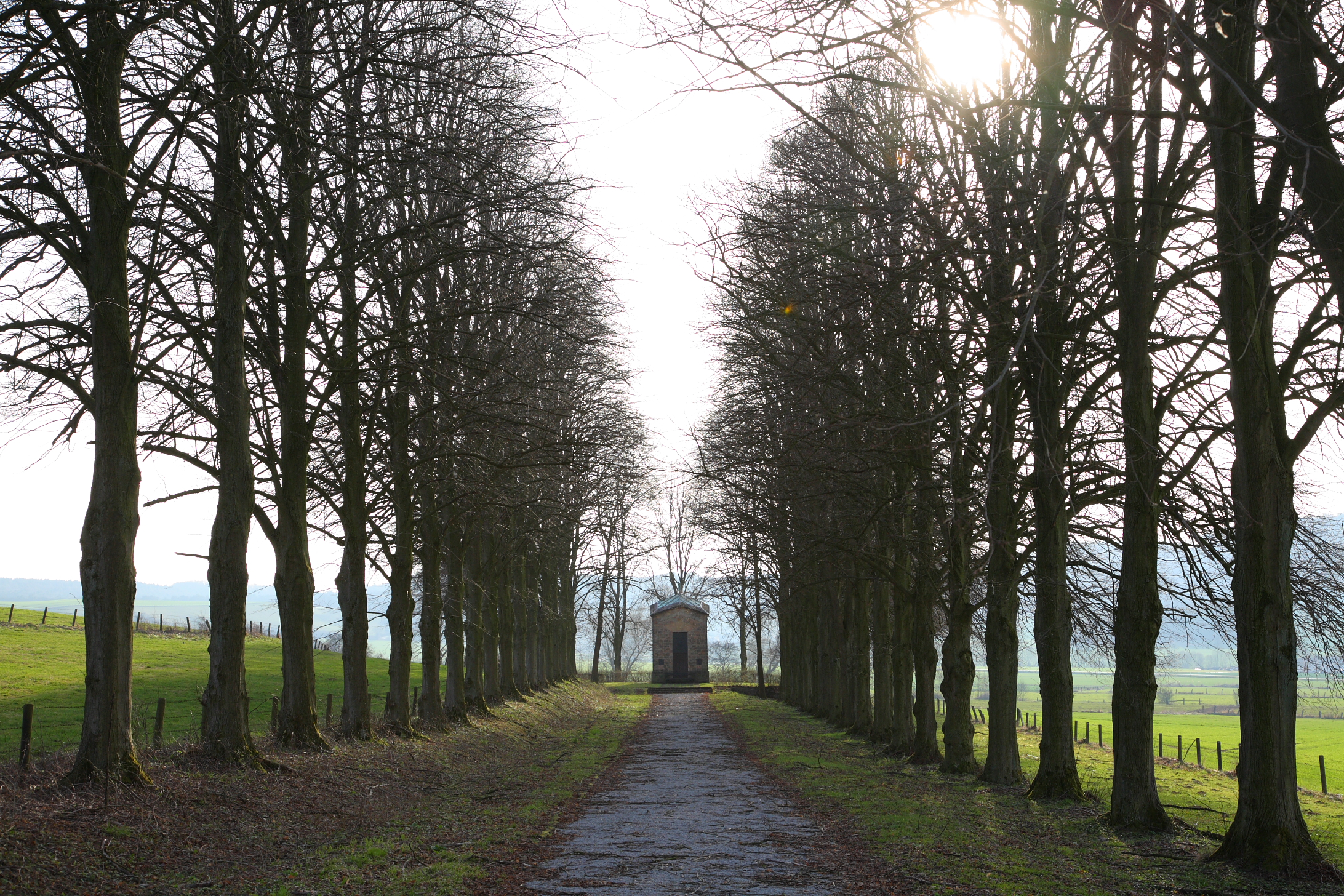
ロンメンヘラーの並木道

ヘルステ地区南部に一般の立ち入りが許されているロンメンヘラー水源の緑地がある。これは、炭酸企業の創始者であるカール・グスタフ・ロンメンヘラーにちなんでおり、2列のクマシデの低い生け垣と長いシナノキの並木道で構成される歴史的なブルンネンアレー（泉の並木道）がある。泉の館や、長方形で方形屋根を戴く切石建造物が敷地内にある。2つのシナノキの並木道は、半円形のエクセドラである泉の館付近で終わる。
バート・ヘルマンスボルン病院が所有している広さ 20 ha のクアパーク・バート・ヘルマンスボルンは一般に立ち入ることができる。このネオバロック様式のクアパークは、1924年と1925年に造営された。この庭園の主要な構成要素は、マロニエの並木道がある中央通路と公園中央にある大きな円形花壇である。クアパークの東部と西部は風景庭園となっている。東部は散策路で結ばれた小さなオークの林がある。林の中には、シャクナゲやツツジが植えられている。庭園の下部にはいくつかの池と水の階段（多段の滝）がある。小山の登り道は、針葉樹のある荒れ地を模している。このクアパークは、いくつかの森を取り込み、現在ではかなり面積を拡大している。

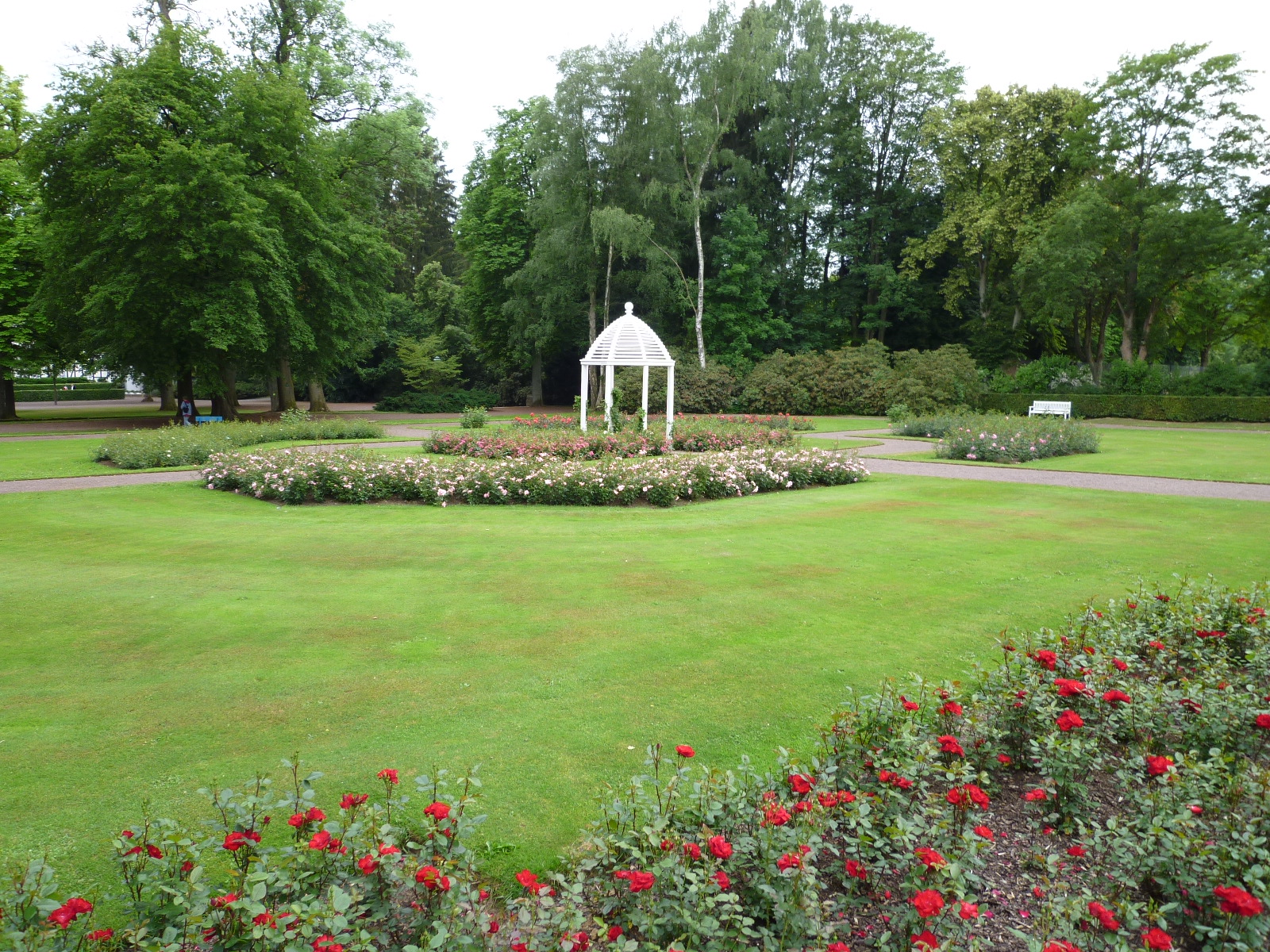
グレーフリッシャー・パーク・バート・ドリーブルク

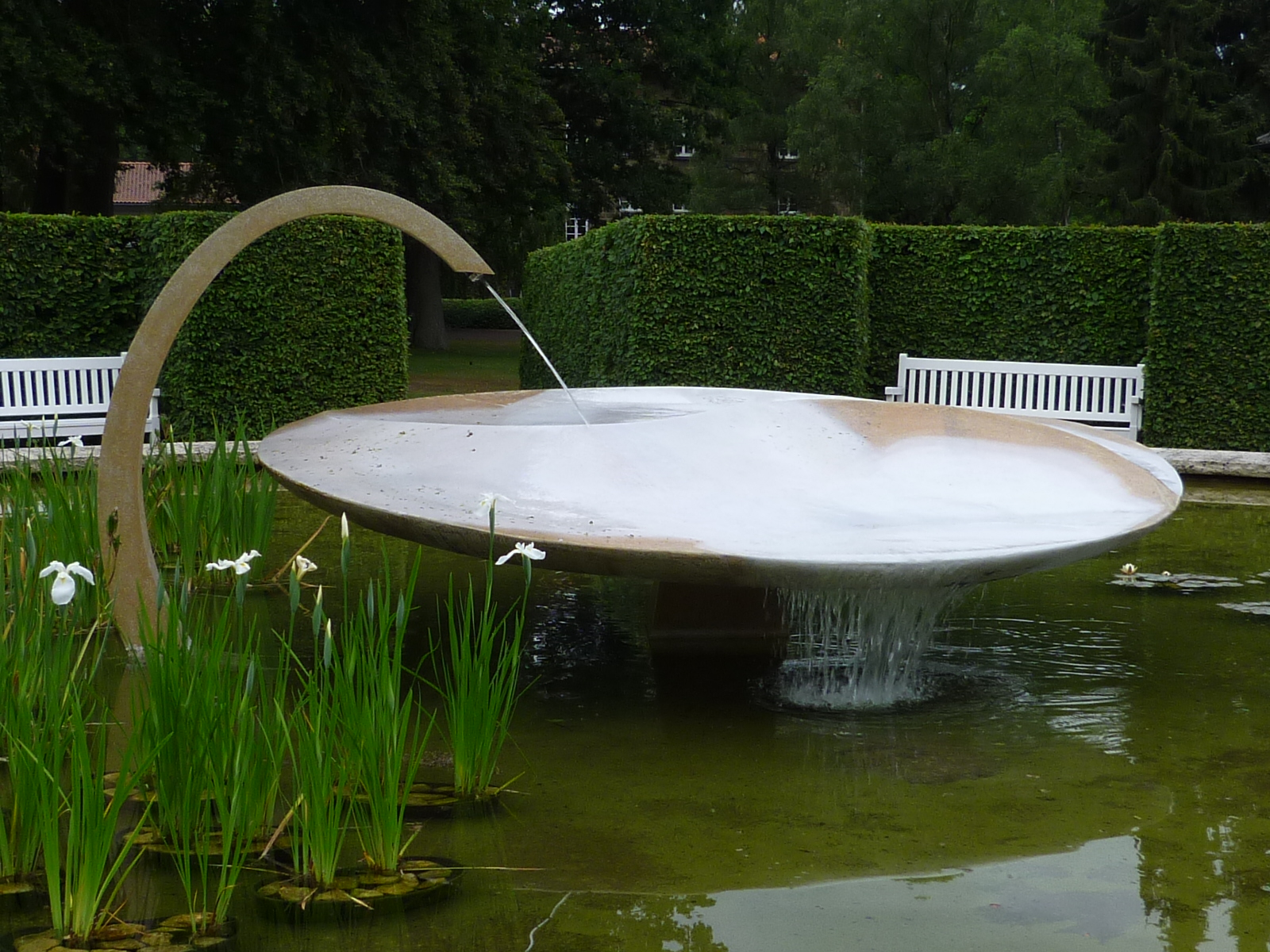
グレーフリッシャー・パークの噴水

グレーフリッシャー・パーク・バート・ドリーブルク（直訳すると「伯爵の庭園」）はバート・ドリーブルクで最も重要な公園である。広さ 27 ha のこの公園は、2010年夏期以降、有料で入場することができる。造営は、1669年に司教領主のフェルディナント・フォン・フュルステンベルクの下で、「ドリーブルガー・ザウアーブルンネン」への二重の並木道を整備することで開始された。パーダーボルン司教領の名所となったこの公園の最も古い姿は、1672年のMonumenta Paderbornensia に収められたヨハン・ゲオルク・ルドルフィの銅版画に描かれている。1782年にカスパー・ハインリヒ・フォン・ジールシュトルフがドリーブルクの源泉を入手し、ドリーブルクの温泉と公園の創始者となった。温泉と公園はその発展の歴史上一体のアンサンブルを形成しており、現在は「グレーフリッシャー・パーク・バート・ドリーブルク ― ホテル・ウント・スパ」という名称である。ジールシュトルフ男爵は水源付近の土地を購入しイギリス様式の風景式庭園を造成した。これは創始者がイングランドに滞在した経験や、イングランドと血縁関係にあるハノーファー家やブラウンシュヴァイク家との結びつきによるものであった。マロニエ、シナノキ、オークからなる「グローセ・アレー」（大並木道）が都市と泉との間を東西に通っており、宿泊施設、ギャラリー、浴場施設間の遊歩道へと伸びている。中央部の主源泉周りには、飲水場および遊歩ホールとして「ブルンネンハウス」（泉の館）が1822年から1824年に新古典主義様式で設けられた。この建物の前には、拡張された「ブルンネンプラッツ」（泉の広場）と呼ばれる広場がある。南から直角に並木道が交差し、移動や景観の中心となる軸を形成する。この周囲に、1784年から、創設期の様式にあわせてマンサード屋根をいただき自然石の基礎の上に立てられた木組み建築が建設された。中心部分のレイアウトは、T字型を描いている。この中央部は南側を芝生広場で囲まれている。この広場には、様々な種類の樹木が単独であるいはグループで植えられている。これを取り囲む散策路は、公園内外の変化に富んだ眺めを楽しむことができる。創設者は、温泉客が自然に親しめる公園を意図したのである。
鉄道建設によって、市街と温泉とを結ぶ並木道が1864年に分断された。公園の拡大に伴い、北西部に「バラ園」が設けられた（1932年）。2 ha の敷地に様々な種類や色のバラ数千本が、庭園寺院の周囲に植えられた。これをシャクナゲの生け垣が囲い、野外ステージを持つコンサートガーデンが設けられた。ブルンネンハウス裏の「ブルンネンガルテン」には、高いクマシデの林の間、円形の水槽のまわりに、瞑想・休憩スペースがある。東西の景観軸上の芝生広場に2009年に色彩豊かなシュタウデンガルテンが設けられた。公園の東側では、小川が堰き止められて池となっている。池からは噴水が吹き上げ、水鳥が住んでいる。休息用の広場や拡張された浴場は、温泉の最盛期を彷彿とさせる。ホール建築の新たな改築・近代化工事により、新たな遊歩廊が使用できるようになり、乗り入れ道路が整備された。公園西部には2007年にスイミングプールと休息広場をもつ「スパガルテン」が造られた。公園内の花の装飾は、季節ごとに入れ替えられる。また、ヘルダーリンの林、ディオティマの小島、アンネッテ・フォン・ドロステ・ハウス、あるいはドリーブルクの医師でプロイセンの政治家にしてヴェストファーレン叙事詩「13本のボダイジュ」の作者であるフリードリヒ・ヴィルヘルム・ヴェーバーの胸像が文学的な詩情をかき立てる。この公園は2001年に、ドイツ庭園芸術および景観文化協会の「ドルデナー・リンデンブラット」（金のボダイジュの葉）を受賞し、2005年にヨーロッパ庭園遺産ネットワークに参加した。この施設はオストヴェストファーレン＝リッペで最も手入れの行き届いた庭園の一つである。

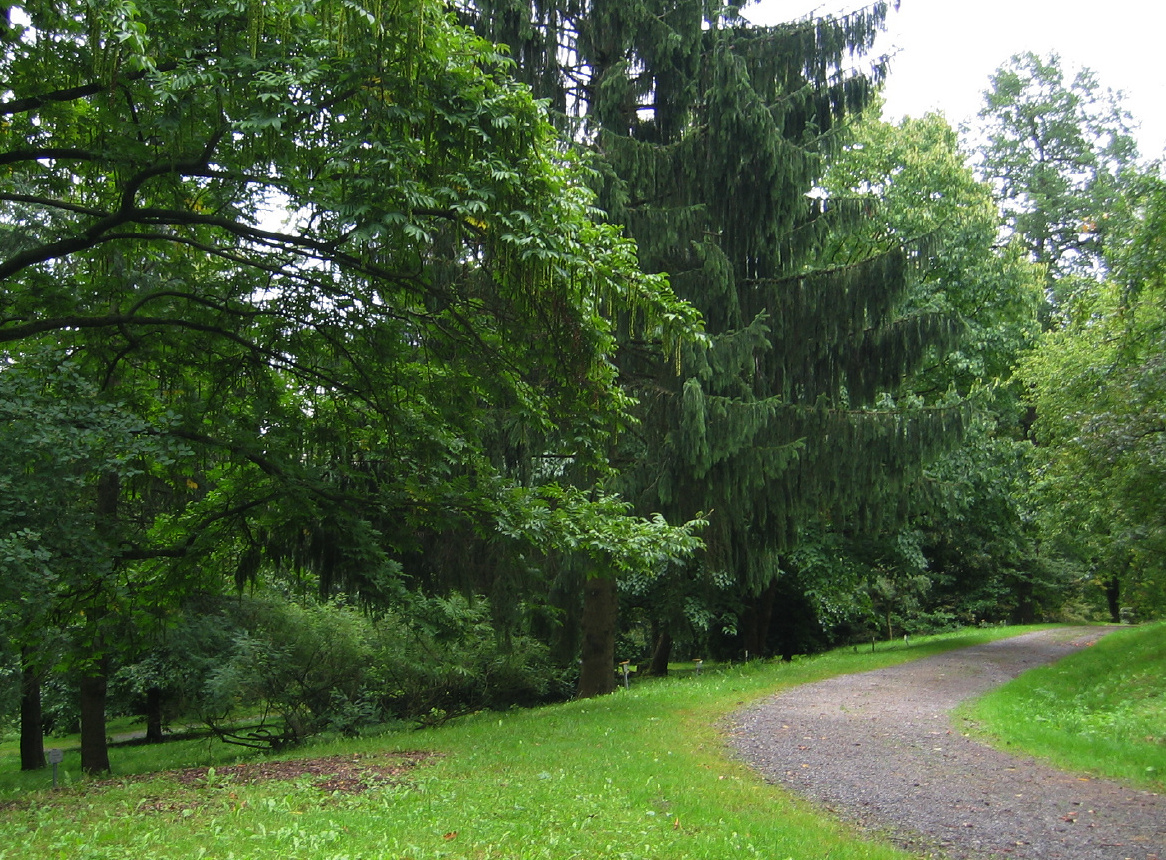
ブッデンベルク樹木園

同じくバート・ドリーブルクにあるブッデンベルク樹木園は、1966年に設立された樹木園である。この施設は、バート・ドリーブルクの中心から東に直線距離で約 1 km に位置している。この樹木園はアドルフ・ブッデンベルク公園の一部であり、約 10 ha に 200種類以上の樹木がある。
小さな市立公園では、森が池を取り囲んでおり、釣りクラブがスポーツフィッシングを楽しむのに利用している。

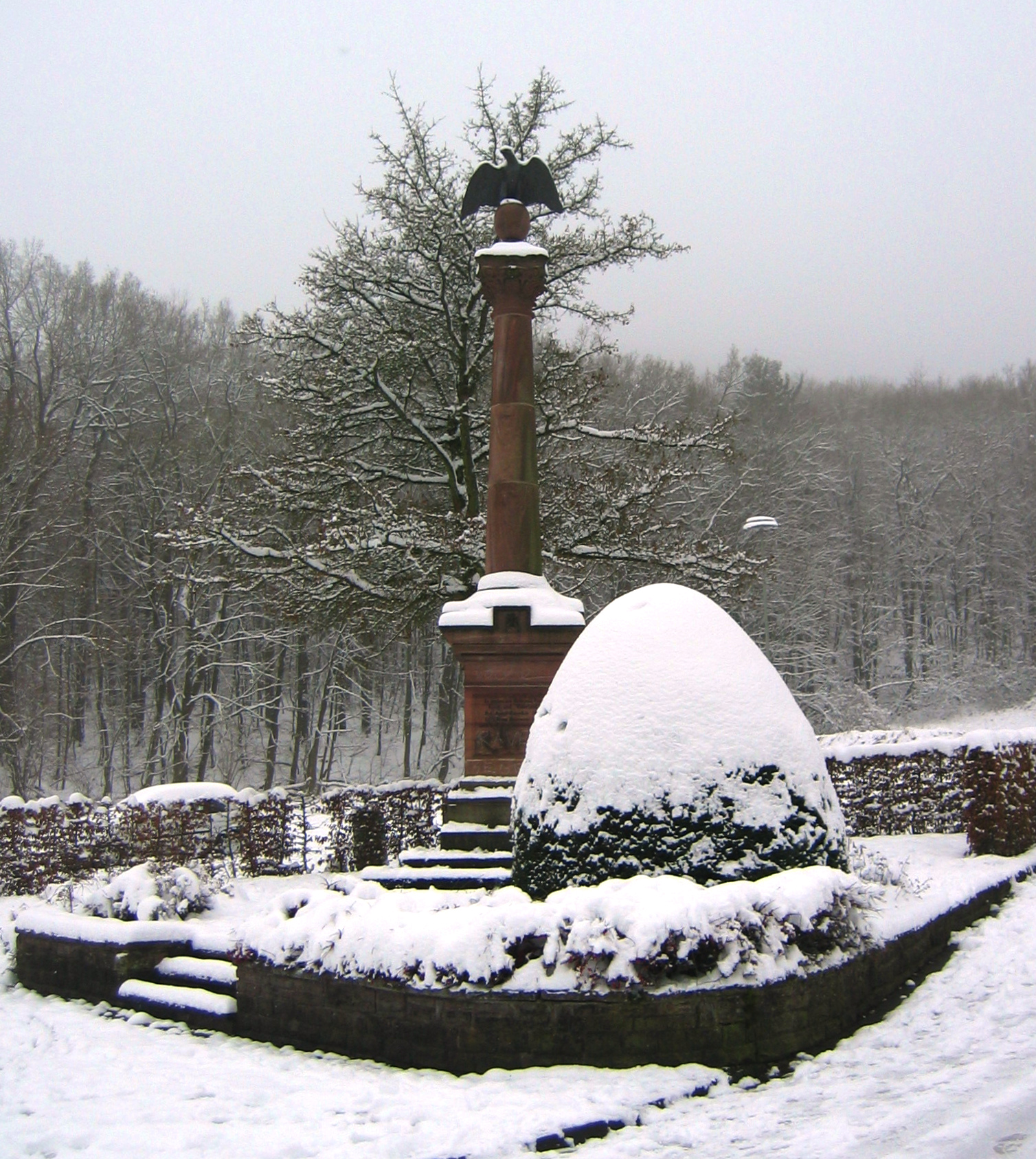
射撃広場の戦没者記念碑

現在ツーリストインフォメーションがある場所には、1864年、1866年、1870/71年の戦没者記念碑があった。この記念碑は現在射撃広場に建っており、2002年から2003年に修復が行われた。ヨハニス礼拝堂の上にあるアリーザーベットには1932年に第一次世界大戦の戦没者記念碑が建てられた。この記念碑は1955年に、両大戦の戦没者に捧げなおされた。
ローゼンベルクには、カスパー・ハインリヒ・フォン・ジールシュトルフ伯を記念するオベリスクが建てられており、礼拝堂を持つ伯爵の墓地がある。

### 自然保護区と自然文化財

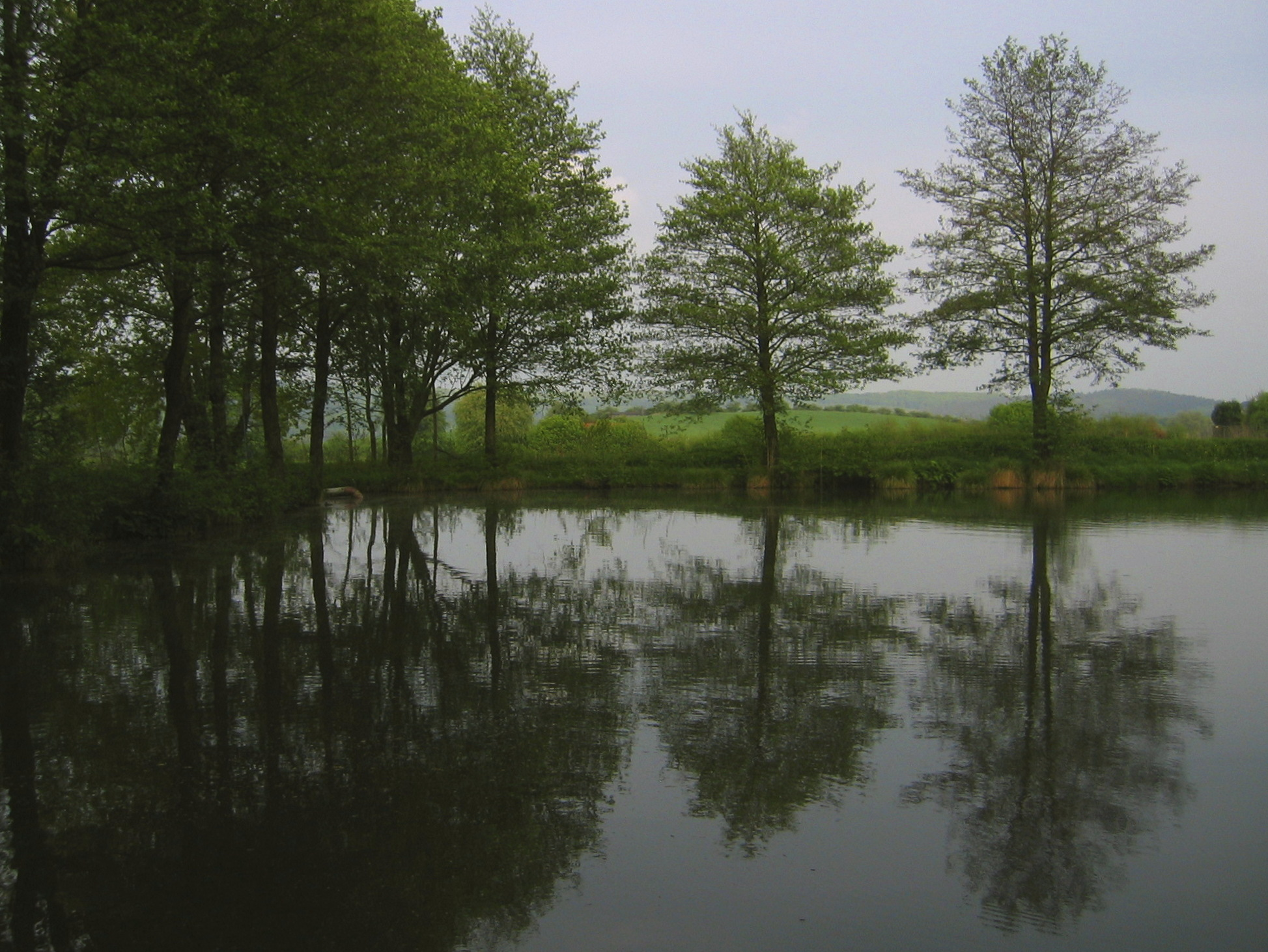
キービッツタイヒ

バート・ドリーブルク市内では、7つの自然保護区 (NSG) が指定されている。主にヴァルトマイスター＝ブーヒェンヴァルト（直訳するとクルマバソウとブナの森）からなる NSGグラートベルクにはクマゲラ、ヤマゲラ、アカトビが住んでいる。NSGヒンネンブルガー・フォルスト・ミット・エムダー・バッハタールや NSGイーブルク＝アッシェンヒュッテも主にヴァルトマイスター＝ブーヒェンヴァルトで構成されている。NSGイーブルク＝アッシェンヒュッテには、トゥファがある。
NSGキービッツタイヒは低層湿地であり、エピパクティス・レプトキラ、ダクティロザリ・マクラタ、花の少ないイグサ属、サンバガエル、ヨーロッパアマガエルが保護されている。
川辺の地区である NSGネーテには、ヨーロッパスナヤツメ、カワセミ、ヨーロッパヤマカガシといった保護価値のある動植物が多く棲息している。
ザッツァー・モーアも低層湿地であり、多くの部分が川辺の森である。わずかな部分が肥沃なホーホシュタウデンフルーレン（背の高い多年生草本が棲息する土地）であり、エピパクティス・レプトキラの存在が特筆に値する。鉄道カッセル - アルテンベーケン線の軌道にはヌマホオヒゲコウモリやホオヒゲコウモリの隠れ家がある。
マグデブルクからケルンに至る遊歩道ヤーコプスヴェーク沿い、バート・ドリーブルクに「クノッヒェンのブナの古木」がある。

### スポーツ

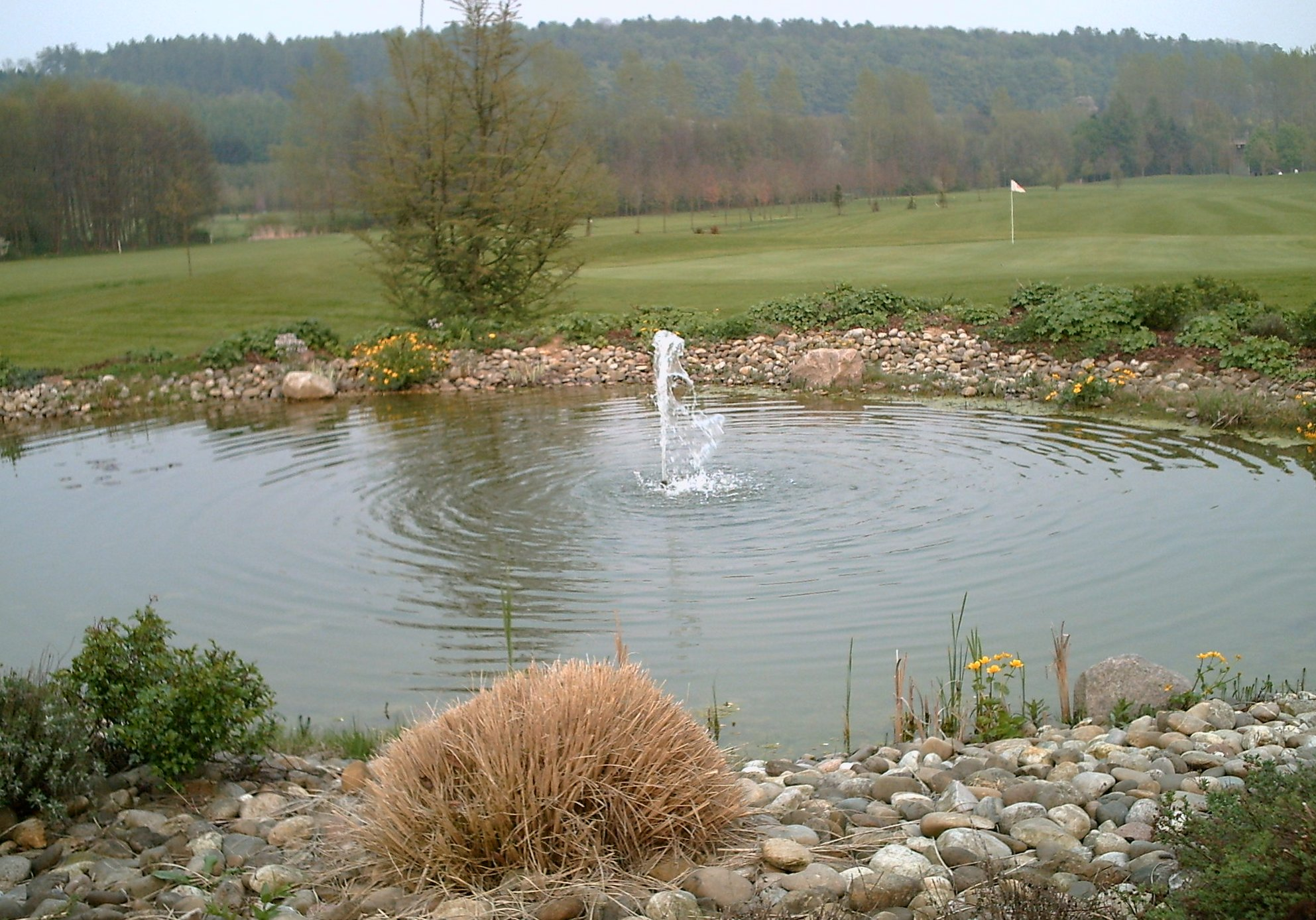
バート・ドリーブルク・ゴルフ・クラブ

バート・ドリーブルク市は、その中核市区に体育館を併設したスポーツグラウンド「イーブルクシュターディオン」を運営しており、毎年9月に地方の陸上競技会を開催している。市立学校のために、2つの学校センターに、合わせて3つの体育館がある。そのうち1つは4階建てである。市立屋内プールは、学校の体育の授業やクラブ活動に活用されている。温泉地区の周囲には、レジャープールや州指定の鉱泉を利用した温水プールがある。グレーフリッシャー・パルクには大きなレクリエーション水槽やミネラル水による運動療法用屋内プールがある。また、温泉地区およびその周辺には民営の屋外テニス場、屋内テニス場、ミニゴルフ場がある。その北東部には18ホールのゴルフ場が位置している。この他、私立の聖クサーヴァー・ギムナジウムにもスポーツ施設がある。バート・ドリーブルク射撃ギルドはスポーツ射撃場を運営している。バート・ドリーブルクの南部には、バート・ドリーブルク乗馬クラブの乗馬ホールがある。
周辺の地区には様々なスポーツのための多くの施設がある。スポーツグラウンドは全ての地区にある。ノイエンヘールゼには屋外プール、テニス場、ネーテ人造湖があり、湖畔にはキャンプ場、ミニゴルフ場、ボート乗り場がある。ドリンゲンベルクには、ブルクシュターディオン、乗馬ホール、テニス場がある。レールゼンには体育館と射撃場がある。バート・ドリーブルク全域に、エッゲ山地の尾根を越え、各地区を結ぶ大規模な遊歩道網が整備されている。
スポーツクラブの一部を以下に列挙する。バート・ドリーブルク体操・スポーツクラブ・フォン 1893 e.V. には、サッカー、水泳、器械体操、バドミントン、バレーボール、卓球部門がある。女子卓球部門はブンデスリーガ2部でプレイしている。バート・ドリーブルク体操クラブ「ヤーン」e.V. は器械体操、陸上競技、徒手体操、卓球、スキー、武道、女性と子供のための護身術、柔術、バスケットボールを奨励している。射撃クラブは、バート・ドリーブルク地区とドリンゲンベルク地区にある。乗馬クラブは、ドリーブルク、ドリンゲンベルク、レールゼンにある。テニスクラブは多くの地区にある。ペンプゼン体操・スポーツクラブ (TUS) は、サッカー、バスケットボール、バドミントン、卓球、スポーツ一般の部門がある。スポーツフィッシングは、バート・ドリーブルクとノイエンヘールゼにクラブがある。ゴルフは、バート・ドリーブルガー・ゴルフクラブ e.V. で競技されている。特別なクラブとしては、バート・ドリーブルク障害者スポーツ協会、ドイツ人命救助協会支部、警察水泳クラブ、警察射撃スポーツクラブがある。

### 年中行事
- バート・ドリーブルク市民射撃ギルドの射撃祭（7月の第2週末）
- ノイエンヘールゼ聖ファービアンおよびゼバスティアン射撃兄弟団 e.V. の射撃祭（隔年8月半ば）
- マウンテンバイクレース「イーブルク＝ベルクスプリント」7月、チャレンジ4MTBシリーズの一つである
- バート・ドリーブルク・ツーリスティーク GmbH のガラス吹き祭
- イーブルク＝ベルクフェスト（地方陸上競技大会）
- クリスマスマーケット
- 文学ウィーク
- バート・ドリーブルク・ウンター・ダンプフ（ウンター・ダンプフは熱気に包まれた状態を意味する）
- バート・ドリーブルガー・クリッペンヴェーク（クリッペは聖書の場面をジオラマで表現したクリスマス飾り）
- バート・ドリーブルク入植者祭
- 内市街のカーニバル・パレード

## 経済と社会資本

### 交通

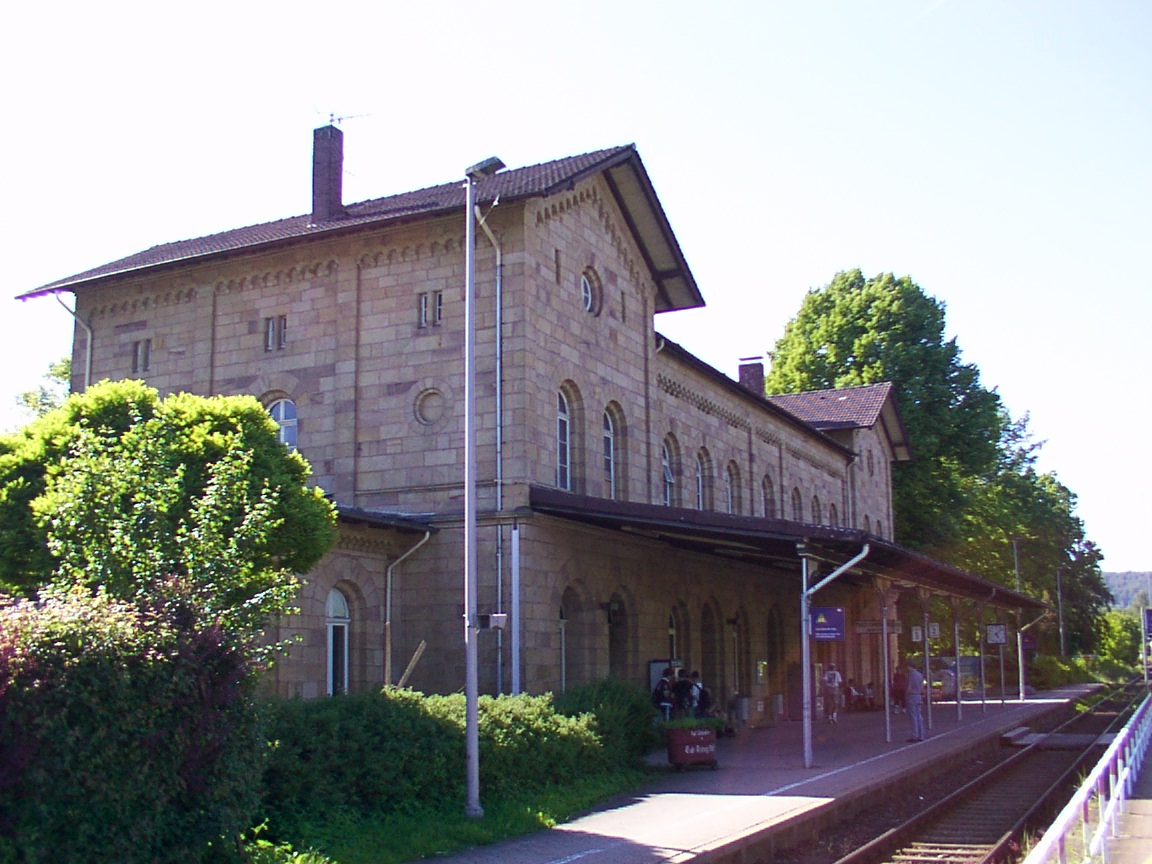
バート・ドリーブルク駅

#### 公共旅客交通
バート・ドリーブルク駅は、鉄道アルテンベーケン – クライエンゼン（– ゴスラー）線にある。RB 84 エッゲ鉄道パーダーボルン – オットベルゲン – ホルツミンデン間の列車が1時間間隔でこの路線を利用している。オットベルゲンでボーデンフェルデ – ノルトハイムおよびゲッティンゲン行きに接続する。クライエンゼン – ブラウンシュヴァイクおよびゴスラー方面へ向かうためにホルツミンデンで乗り換える必要はなくなった。列車はクライエンゼンまで運行している。ノルトヴェストバーンによる旅客近郊交通は、時速 120 km/h で運行するために、ボンバルディアのタレント 643型車輌を導入した。駅からは、ブラーケル行き、ヴィレバートエッセン行き、アルテンベーケン経由パーダーボルン行き、シュタインハイム行き、ニーハイム行きのバスがほぼ1時間間隔で運行している。運行会社はバーンブス・ホーホシュティフトGmbH (BBH) およびパーダーボルン＝ヘクスター近郊交通連盟 (NPH) である。
公共旅客交通は、NPHの「ホーホシュティフト運賃」および運賃区域を越える際にはNRW運賃が適用される
バート・ドリーブルク中核市区を運行している市民バスは、ボランティアの運転手が運転し、有志協会の形で運営されている点に特殊性がある。

#### 道路
バート・ドリーブルクは、東西に走る連邦道 B64号ミュンスター – パーダーボルン – ヘクスター – ホルツミンデン – ゼーゼン線および南北に走る州道 L954号線に面している。アウトバーン A33号線のパーダーボルン中央インターチェンジまでは約 24 km の距離がある。また、A44号線のヴァールブルク・インターチェンジまでは約 30 km である。

#### 空港

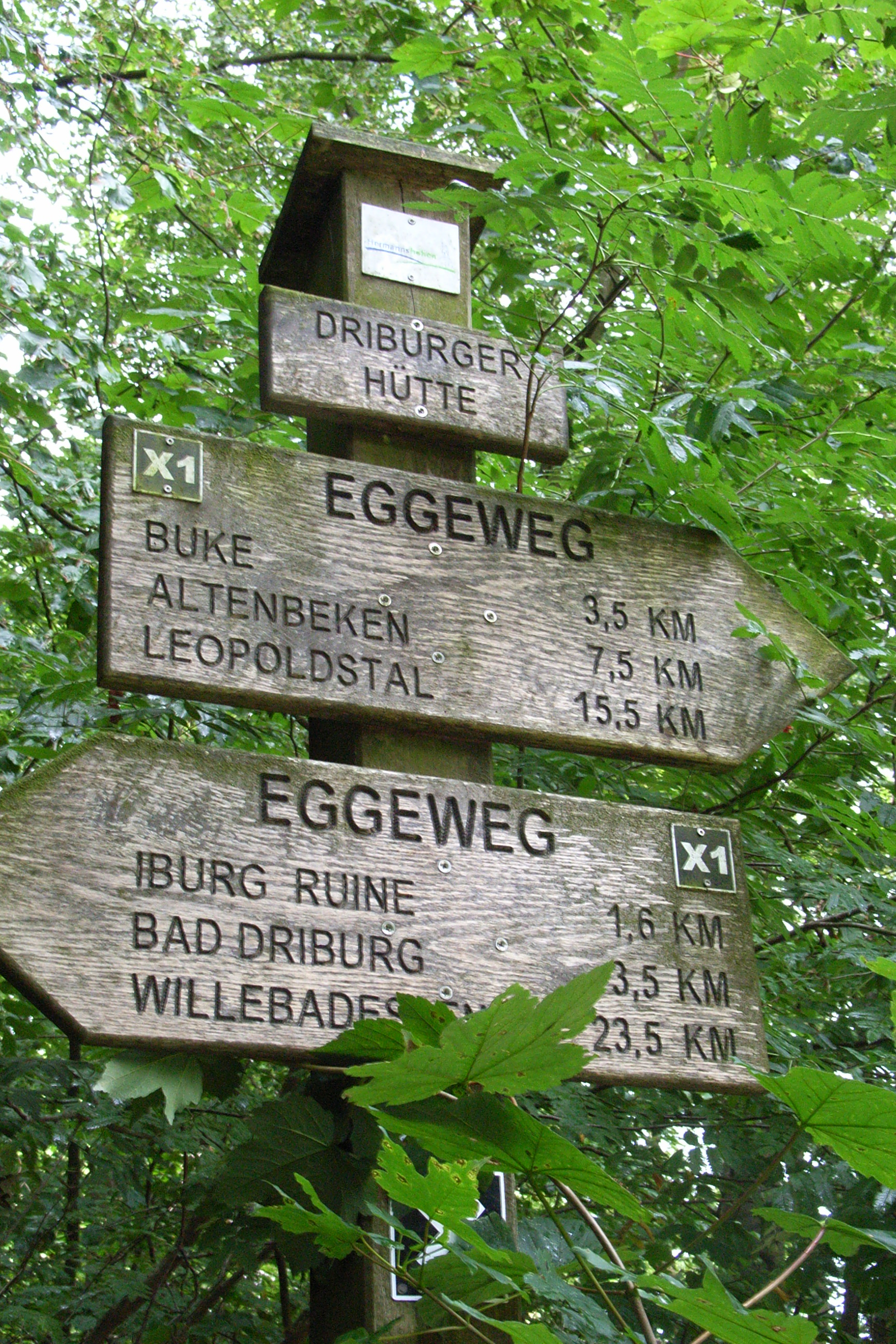
エッゲヴェークの標識

最寄りの空港は、パーダーボルン/リップシュタット空港である。この空港は約 40 km 離れたビューレン＝アーデンにある。

#### 自転車道と遊歩道
約 500 km の周回自転車道である「トイトブルクの森ウェルネス自転車ルート」がバート・ドリーブルクを通っている。さらに、9本の自転車道（このうち4本は短距離の自転車道である）、4本のトレッキングルート、4本のマウンテンバイクルートが整備されている。
ハイキングには、全長 18 km の本市を周回するザクセンリング環状遊歩道や市域を通るエッゲヴェークをはじめ、その他 20本の遊歩道が整備されている。その一部は環状遊歩道である。
2010年9月に「トイト＝ヴィタール＝ヴァンダーヴェルト」の枠組みで、4本のルートを持つ遊歩道網が追加された。OWLマーケティング団体の都市波及プロジェクトではこれを医療目的の遊歩道であると位置づけている。

### メディア
月曜日から土曜日まで日刊紙としてヴェストファーレン＝ブラットとノイエ・ヴェストフェーリシェが刊行されている。これらの新聞の一般記事は、ビーレフェルトにある中央編集局から配信される。両紙はバート・ドリーブルクおよびその周辺市町村のニュースを掲載している。ローカル面の編集部は、ヴェストファーレン＝ブラットは隣のブラーケルに、ノイエ・ヴェストフェーリシェは 25 km 離れたヘクスターにある。また、パーダーボルン司教本部は年に4回パーダーボルン郡およびヘクスター郡向けに、地方史、文学、芸術に関する寄稿文を含む「ディー・ヴァルテ」を発行している。さらに月に1回フリーペーパーの「バート・ドリーブルガー・クーリアー」が刊行されている。また、「ミットタイルングスブラット」も無料で発行されている。
バート・ドリーブルクは、西部ドイツ放送のビーレフェルト地方スタジオの放送エリアに属している。また本市は、ローカルラジオ局としてこの地域のニュースをカバーするラジオ・ホーホシュティフトの放送エリアに属している。

### 公共機関

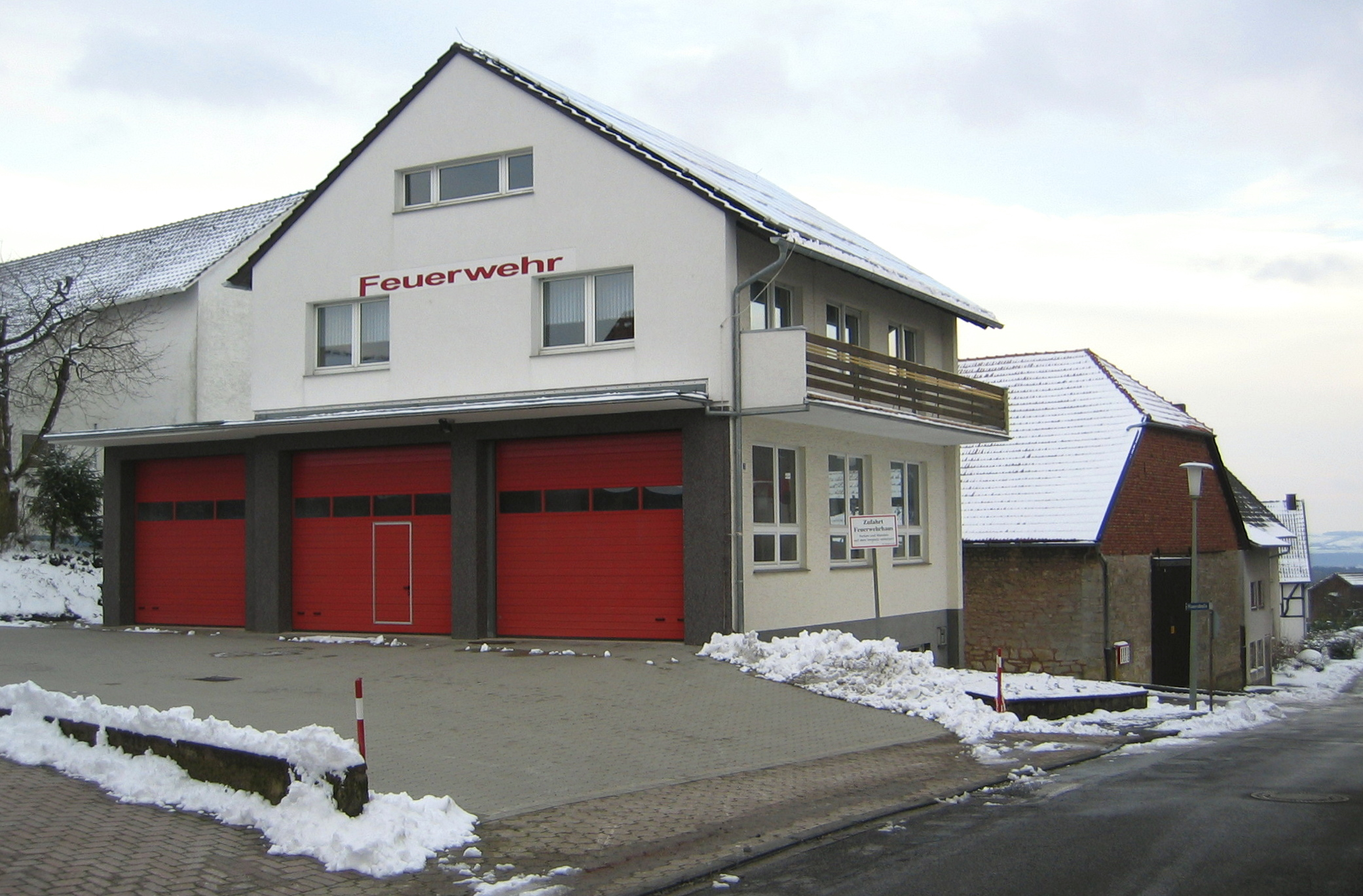
ドリンゲンベルクの消防署

市域内には、中核市区のレジャープールとノイエンヘールゼのエッゲ屋外プールの2つの屋外プールがある。さらに市立屋内プールとドリーブルク・テルメがある。後者は温水プール、サウナ、レストランを併設している。
中核市区に位置する市立図書館は約 15,000点の蔵書を持つ。
クールシュタット（温泉都市）の地位にあるバート・ドリーブルクには、パルク＝クリニーク・バート・ヘルマンスボルン、クリニーク・ローゼンベルク、クナップシャフツクリニーク、クリニーク・ドライツェーンリンデン、ザンクト・ヨーゼフ・シュピタール（救急病院）、レハ＝クリニーク・ベルリン、マルクス＝クリニーク、カスパー＝ハインリヒ＝クリニークと、多くの病院がある。
ブラーケル区裁判所は、バート・ドリーブルクの裁判を管轄している。
バート・ドリーブルク自衛消防団は、3つの消防隊からなっている。第1消防隊は中核市区にある。第2消防隊はノイエンヘールゼ、ヘルステ、ドリンゲンベルク、キュールゼン消防班からなり、第3消防隊はアルハウゼン、レールゼン、ペンプゼン、ランゲラント＝エルペントルプ消防班を有している。
ノイエンヘールゼ地区にある市の自然葬の墓地では、通常と異なる埋葬方法が認められている。

### 教育

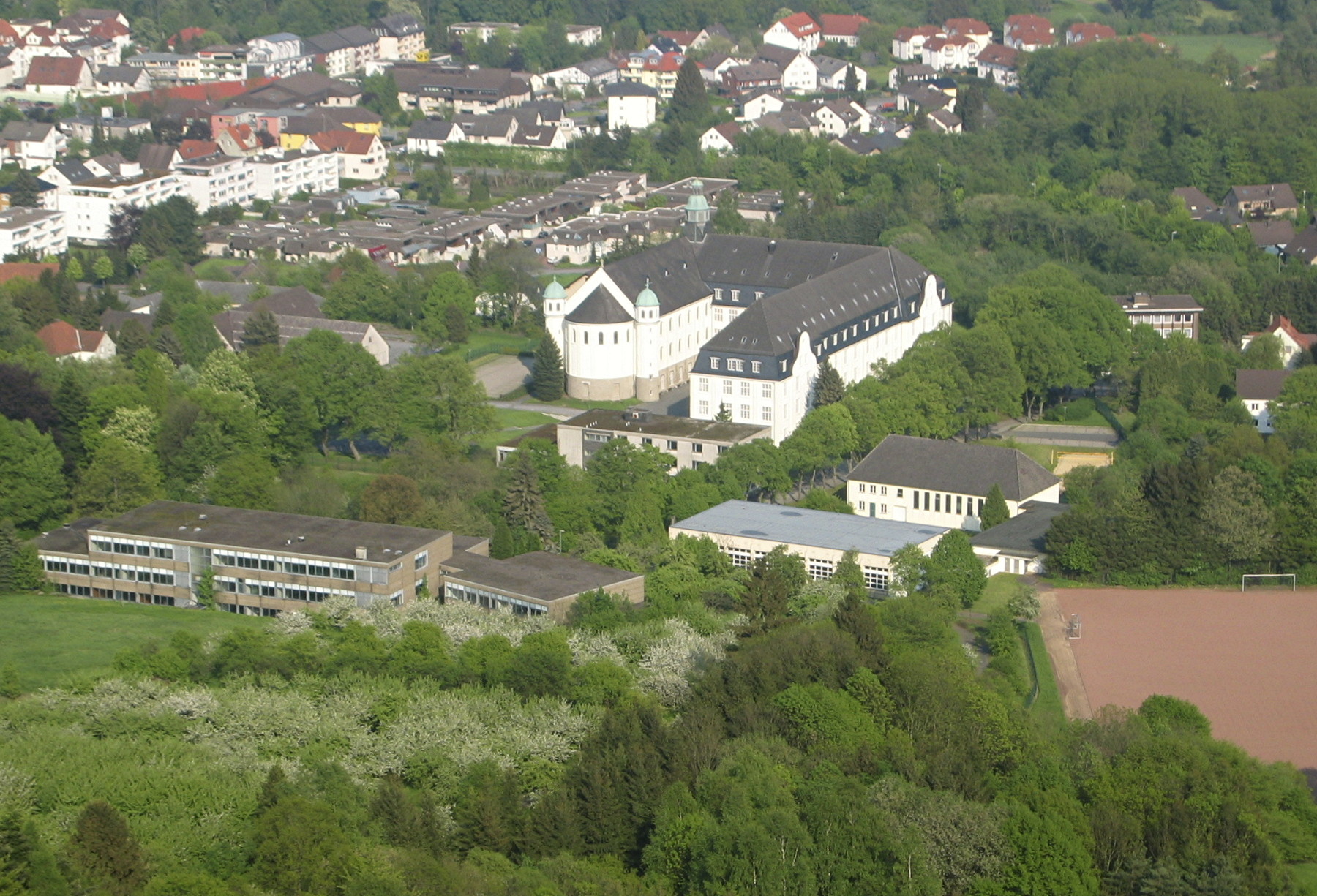
聖クサーヴァー・ギムナジウム

本市には様々な形態の学校がある。市内には 5つの基礎課程学校がある: ゲマインシャフツ基礎課程学校、バート・ドリーブルクのカトリック基礎課程学校、市立ペンプゼン/レールゼン・ゲマインシャフツ基礎課程学校、カトリックのノイエンヘールゼ基礎課程学校、ドリンゲンベルク・ゲマインシャフツ基礎課程学校である。上級の学校としては、新設のバート・ドリーブルク＝アルテンベーケン総合学校（2013/14年の学年から）、聖クサーヴァー・ギムナジウム、ノイエンヘールゼの聖カスパー・ギムナジウムがある。2013/14年の学年からは、ゲマインシャフツ本課程学校（カスパー＝ハインリヒ＝シューレ）、フリードリヒ＝ヴィルヘルム＝ヴェーバー実科学校、市立ギムナジウムも開校する。
養護学校としては、アルハウゼンに学習障害者のための市立学校がある。また、成人教育としてはバート・ドリーブルク、ブラーケル、ニーハイム、シュタインハイム市民大学がある。市立音楽学校とオストヴェストファーレン・コルピング教育センターもある。
2013年10月15日現在、バート・ドリーブルク市には、239人の教師と 3,329人の児童・生徒がいた（市民大学、音楽学校、教育センターを除く）。このうち 732人が基礎課程学校、195人が本課程学校、450人が実科学校、1,714人がギムナジウム、165人が総合学校、73人が養護学校である。

### 地元企業

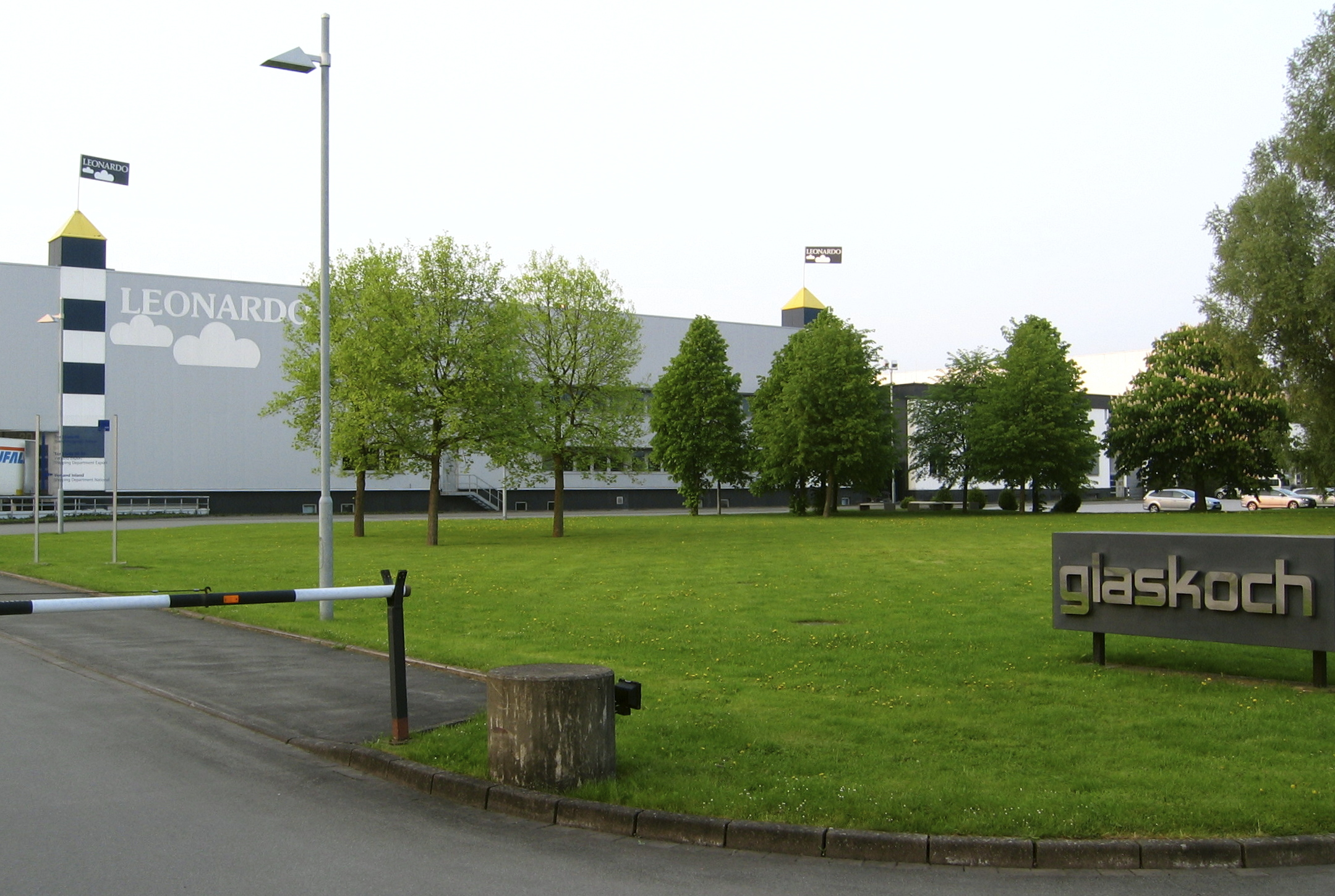
グラス＝コッホ

- B & E アントリープスエレメンテ GmbH、鋳造所: アルミニウム、ねずみ鋳鉄（ベルト車、原調べ車、芸術品のコピー）[39]
- グラス＝コッホ（「レオナルド」）、ガラスの贈答品[40]。従業員数 362人。
- INTEG インテグラティオーンスベトリープ・フューア・ベヒンデルテ、障害者の作業所 (WfbM) として定評がある。電子機器の組み立て、包装サービス、切削作業、造園業[41]。従業員数約 600人。
- グラーフ・フォン・エーンハウゼン＝シールシュトルフ・グループ、健康サービス業: 病院、ホテル、全身美容センター、バート・ドリーブルガー・ナトゥールクヴェレン[42]。従業員数 829人。
- リッツェンホフ＆ブレーカー。ガラス、磁器、陶器、贈答品[43]。従業員数 250人。
- ヴァルター・グラス、ジーベンシュテルン地区。実用ガラス、ガラスの贈答品。かつてジーベンシュテルンに 420人の従業員がいた。2回の破産の後、現在はバート・ドリーブルク「BD グラス・サーヴィシーズ GmbH」という社名を使用しており、会社としては解散している[44]。
- ヴィーネーケ・アンラーゲンバウ＆フェアファーレンステクニーク GmbH、金属加工のためのシステム供給業者[45]。従業員数約 70人。
- エレクトロ・ベックホフ、建築技術[46]。従業員数約 510人。
- ゲーケン・バッケン、大規模なパン工場[47]。従業員数約 400人。

## 人物

### 出身者
- フリードリヒ・ヴィルヘルム・ヴェーバー（ドイツ語版、英語版）（1813年 - 1894年）医師、「13本のボダイジュ」の詩人。1862年から1893年までプロイセンの国会議員（ヘクスター/ヴァールブルク選挙区）を務めた。

### ゆかりの人物
- ベアトリクス女王（1938年 - ）オランダ女王とクラウス・フォン・アムスベルク（1926年 - 2002年）同王配。2人は、ベアトリクスが1962年の大晦日に友人とともに滞在している際に知り合った。クラウス・フォン・アムスベルクは後年病気療養のためにこの街に長期滞在した。
- リリー・シュヴァルツコップ（ドイツ語版、英語版）（1983年 - ）女子七種競技選手。2012年ロンドン・オリンピック銀メダリスト。ジーベンシュテルン在住。

#### フィルムドキュメント
- Die Grafen von Oeynhausen-Sierstorpff. Folge 3 der Reihe Dynastien in NRW. Dokumentation von Jobst Knigge, Deutschland 2009.